# Pink Floyd
Pink Floyd foi uma banda britânica de rock formada em Londres em 1965. Ganhando seguidores como um grupo de rock psicodélico, eles se destacaram por suas composições longas, pela experimentação sonora, pelas letras filosóficas e pelas apresentações ao vivo criativas, o que levou a se tornarem uma banda líder do gênero do rock progressivo. Eles são um dos grupos mais bem-sucedidos comercialmente e influentes da história da música popular.
O grupo foi fundado pelos estudantes Syd Barrett (guitarra, vocal), Nick Mason (bateria), Roger Waters (baixo, voz) e Richard Wright (teclados, voz). Sob a liderança de Barrett, eles lançaram dois singles e um álbum de estreia de sucesso, The Piper at the Gates of Dawn (1967). David Gilmour entrou para a banda como guitarrista e vocalista em dezembro de 1967; Barrett saiu em abril de 1968 devido à deterioração de sua saúde mental. Waters se tornou o letrista principal e líder temático, desenvolvendo os conceitos por detrás dos álbuns The Dark Side of the Moon (1973), Wish You Were Here (1975), Animals (1977), The Wall (1979) e The Final Cut (1983). A banda também compôs várias trilhas sonoras para filmes.
Após tensões pessoais, Wright deixou o grupo em 1979, seguido por Waters em 1985. Gilmour e Mason continuaram a se apresentar como "Pink Floyd", reunidos mais tarde por Wright. Os três produziram mais dois álbuns — A Momentary Lapse of Reason (1987) e The Division Bell (1994) — e participaram de outros dois antes de entrar em um longo período de inatividade. Em 2005, todos, exceto Barrett, se reuniram para uma apresentação única no evento de conscientização global Live 8. Barrett morreu em 2006 e Wright em 2008. O último álbum de estúdio do grupo, The Endless River (2014), foi baseado em material inédito das sessões de gravação de The Division Bell.
A banda foi um dos primeiros grupos psicodélicos britânicos e foi influente em gêneros como o rock progressivo e a música ambiente. Quatro álbuns chegaram ao topo das paradas estadunidenses ou britânicas; as músicas "See Emily Play" (1967) e "Another Brick in the Wall, Part 2" (1979) foram seus únicos singles entre os dez mais ouvidos em ambos os territórios. A banda foi introduzida no Rock and Roll Hall of Fame em 1996. Até 2013, eles haviam vendido mais de 250 milhões de discos em todo o mundo, com The Dark Side of the Moon e The Wall sendo dois dos álbuns mais vendidos de todos os tempos.

## História

### 1963–1967: primeiros anos

#### Formação

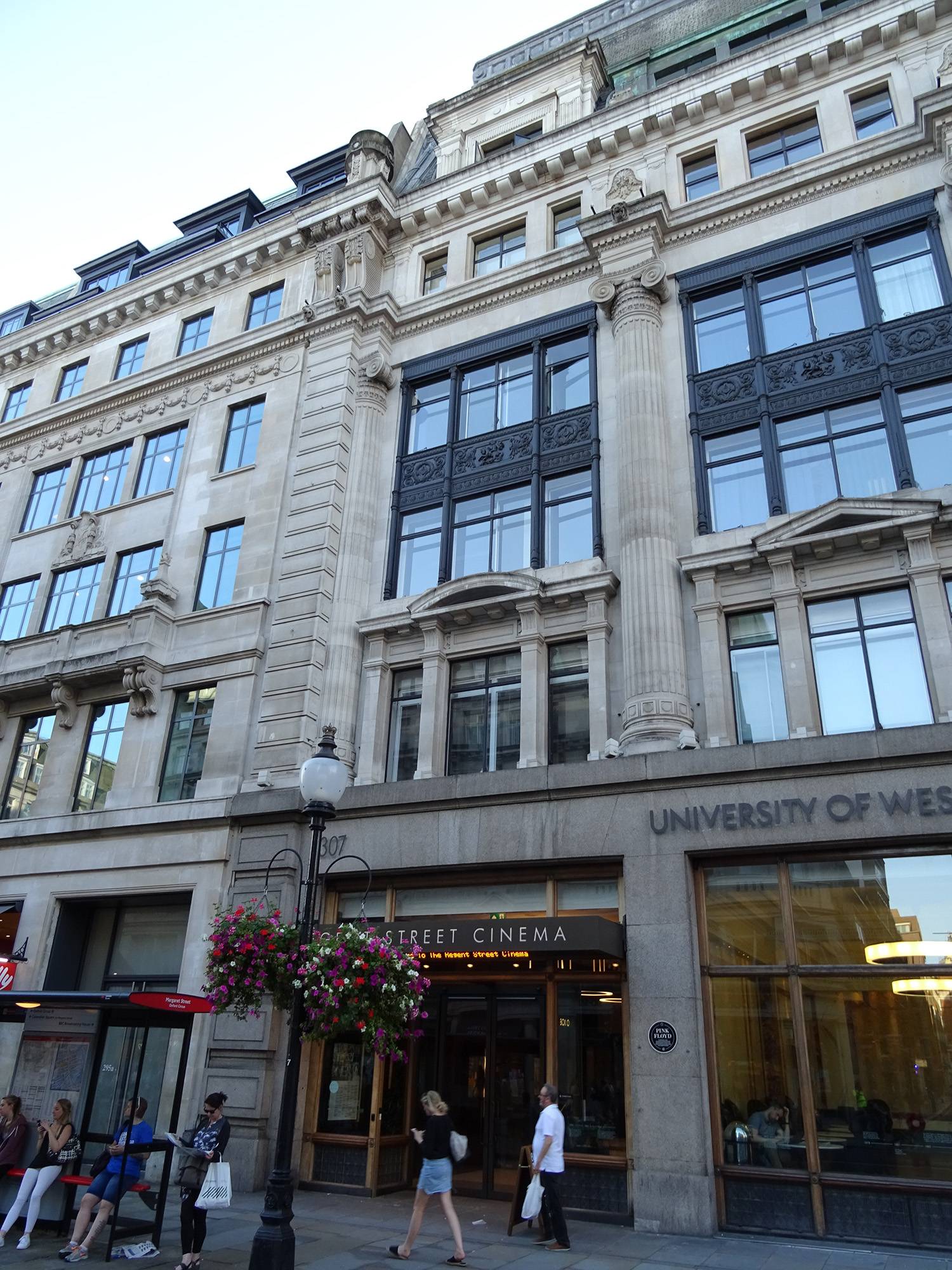
Politécnico de Londres, na Regent Street, onde Roger Waters e Nick Mason se conheceram enquanto estudavam

Roger Waters e Nick Mason se conheceram enquanto estudavam arquitetura no Politécnico de Londres, na Regent Street. Eles tocavam música juntos em um grupo formado por Keith Noble e Clive Metcalfe com a irmã de Noble, Sheilagh. Richard Wright, um colega do curso de arquitetura, juntou-se mais tarde naquele ano e o grupo tornou-se um sexteto, o Sigma 6. Waters tocava guitarra, Mason bateria e Wright guitarra rítmica (já que raramente havia um teclado disponível). A banda se apresentou em eventos particulares e ensaiava em uma sala de chá no porão do Politécnico. Eles tocavam músicas dos The Searchers e material escrito por Ken Chapman, seu gerente, compositor e colega.
Em setembro de 1963, Waters e Mason se mudaram para um apartamento em 39 Stanhope Gardens, perto de Crouch End, em Londres, de propriedade de Mike Leonard, professor de meio período na Hornsey College of Art e no Politécnico de Londres. Mason se mudou depois do ano acadêmico de 1964 e o guitarrista Bob Klose se mudou durante setembro de 1964, levando Waters alterar de instrumento para o baixo. Sigma 6 passou por vários nomes, incluindo Meggadeaths, Abdabs e Screaming Abdabs, Leonard's Lodgers e Spectrum Five, antes de escolher Tea Set. Em 1964, quando Metcalfe e Noble saíram para formar sua própria banda, o guitarrista Syd Barrett se juntou a Klose e Waters em Stanhope Gardens. Barrett, dois anos mais jovem, havia se mudado para Londres em 1962 para estudar na Camberwell College of Arts. Waters e Barrett eram amigos de infância; Waters costumava visitar Barrett e o assistia tocar violão na casa da mãe de Barrett. Mason disse sobre Barrett: "Em um período em que todo mundo estava sendo legal de uma maneira muito adolescente e autoconsciente, Syd estava fora de moda para mim."
Noble e Metcalfe deixaram o Tea Set no final de 1963 e Klose apresentou a banda ao cantor Chris Dennis, um técnico da Força Aérea Real (RAF, sigla em ingês). Em dezembro de 1964, eles garantiram sua primeira gravação, em um estúdio em West Hampstead, através de um dos amigos de Wright, que os deixou usar o local por algum tempo. Wright, que estava dando um tempo nos estudos, não participou da sessão. Quando a RAF designou um cargo para Dennis no Bahrein no início de 1965, Barrett se tornou o líder da banda. Mais tarde naquele ano, eles se tornaram a banda residente no Countdown Club, perto da Kensington High Street, em Londres, onde de tarde da noite até o início da manhã tocavam três sets de noventa minutos cada. Durante esse período, estimulada pela necessidade do grupo de estender seus sets para minimizar a repetição de músicas, a banda percebeu que "as músicas podiam ser estendidas com longos solos", escreveu Mason. Depois da pressão de seus pais e conselhos de seus tutores universitários, Klose deixou a banda em meados de 1965 e Barrett assumiu a guitarra. O grupo se referiu a si mesmo como "Pink Floyd Sound" no final de 1965. Barrett criou o nome no momento em que descobriu que outra banda, também chamada de Tea Set, se apresentaria no mesmo local que seu grupo. O nome deriva dos nomes de dois músicos de blues cujos registros do Piedmont blues Barrett tinha em sua coleção: Pink Anderson e Floyd Council.

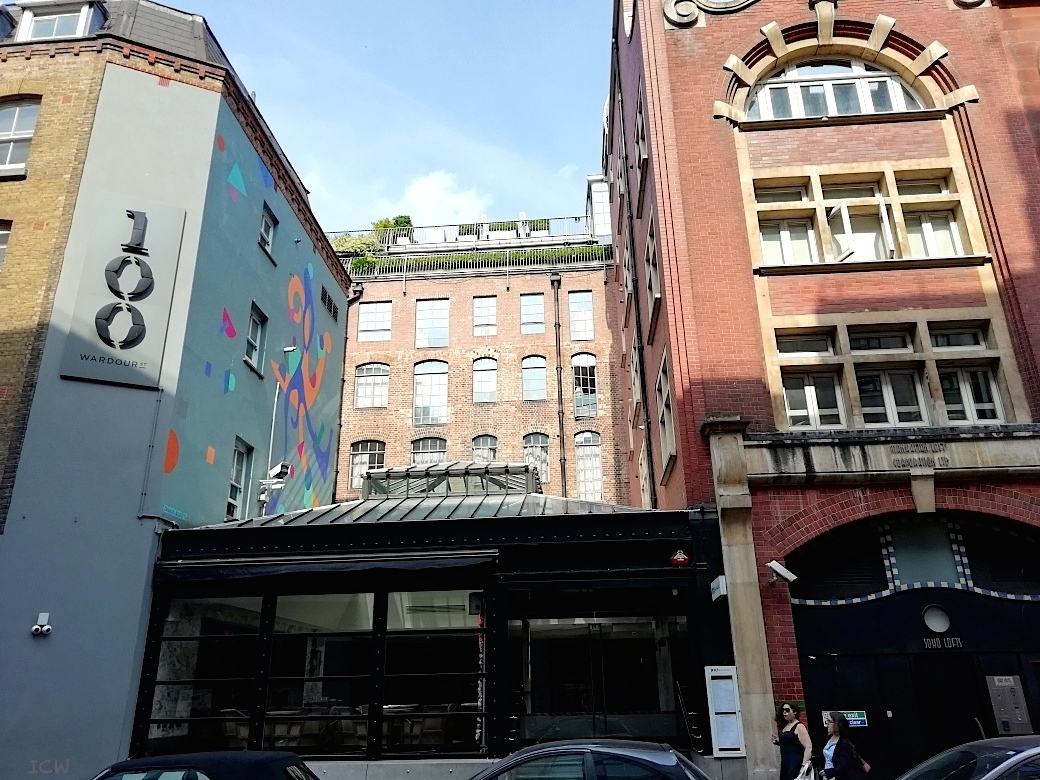
Localização do Marquee Club original, em Londres, onde o grupo fez uma apresentação em dezembro de 1966

Em 1966, o repertório do grupo consistia principalmente em canções de rhythm and blues e eles começaram a receber reservas pagas, incluindo uma apresentação no Marquee Club em dezembro de 1966, onde Peter Jenner, professor da London School of Economics, os notou. Jenner ficou impressionado com os efeitos sonoros criados por Barrett e Wright e, ao lado de seu parceiro de negócios e amigo Andrew King, se tornou o gerente deles. A dupla tinha pouca experiência na indústria da música e usou a herança de King para montar a Blackhill Enterprises, adquirindo cerca de mil libras em novos instrumentos e equipamentos para a banda. Foi nessa época que Jenner sugeriu que eles abandonassem a parte "Sound" do nome do grupo, tornando-se "Pink Floyd". Sob a orientação de Jenner e King, a banda tornou-se parte da cena de música underground de Londres, tocando em locais como o All Saints Hall e o Marquee. Enquanto se apresentavam no Countdown Club, o grupo havia experimentado longas excursões instrumentais e eles começaram a expandi-las com apresentações de luzes rudimentares, mas eficazes, projetadas por slides coloridos e luzes domésticas. As conexões sociais de Jenner e King ajudaram a banda a ganhar uma cobertura proeminente no Financial Times e em um artigo no The Sunday Times que dizia: "No lançamento da nova revista International Times (IT), na outra noite, um grupo pop chamado "Pink Floyd" tocou música latejante enquanto uma série de formas coloridas bizarras brilhou em uma tela enorme atrás deles... aparentemente muito psicodélico."
Em 1966, a banda fortaleceu seu relacionamento comercial com a Blackhill Enterprises, tornando-se parceiros iguais de Jenner e King, sendo que cada um dos membros do grupo ficou com um sexto do total. No final de 1966, seu set incluía menos padrões de R&B e mais originais de Barrett, muitos dos quais seriam incluídos em seu primeiro álbum. Embora eles tivessem aumentado significativamente a frequência de suas apresentações, a banda ainda não era amplamente aceita. Após uma apresentação em um clube juvenil católico, o proprietário se recusou a pagá-los, alegando que a apresentação não era música. Quando eles entraram com uma ação em um tribunal de pequenas causas contra o proprietário da organização juvenil, um magistrado local confirmou a decisão do proprietário. A banda foi muito melhor recebida no UFO Club, em Londres, onde começaram a construir uma base de fãs. As apresentações de Barrett eram entusiasmadas "pulando ao redor... loucura... improvisação... [inspirado] para superar suas limitações e entrar em áreas que eram... muito interessante. O que nenhum dos outros poderia fazer", escreveu o biógrafo Nicholas Schaffner.

#### Assinatura com a EMI
Em 1967, o grupo começou a atrair a atenção da indústria da música. Enquanto estava em negociações com gravadoras, o cofundador da IT e gerente do UFO Club, Joe Boyd, e o agente de reservas da banda, Bryan Morrison, organizaram e financiaram uma sessão de gravação no Sound Techniques em West Hampstead. Três dias depois, a banda assinou com a EMI, recebendo um adiantamento de cinco mil libras esterlinas (em valores da época). A EMI lançou o primeiro single da banda, "Arnold Layne", com o lado B "Candy and a Currant Bun", em 10 de março de 1967, pela gravadora Columbia. Ambas as faixas foram gravadas em 29 de janeiro de 1967. As referências de "Arnold Layne" ao cross-dressing levaram à sua proibição de várias estações de rádio; no entanto, a manipulação criativa dos varejistas que forneceram números de vendas ao mercado da música fez com que o single atingisse o número vinte das paradas do Reino Unido.
A EMI-Columbia lançou o segundo single do grupo, "See Emily Play", em 16 de junho de 1967. Foi um pouco melhor que "Arnold Layne", chegando ao número 6 no Reino Unido. A banda se apresentou no Look of the Week da BBC, onde Waters e Barrett, eruditos e envolventes, enfrentaram perguntas difíceis de Hans Keller. Eles apareceram no Top of the Pops da BBC, um programa popular que exigia que os artistas convidados imitassem seus cantos. Embora a banda tenha retornado para mais duas apresentações, na terceira Barrett começou a se revelar e foi nessa época que o grupo notou pela primeira vez mudanças significativas em seu comportamento. No início de 1967, ele usava LSD regularmente e Mason o descreveu como "completamente distanciado de tudo o que estava acontecendo".

#### The Piper at the Gates of Dawn
Morrison e o produtor da EMI, Norman Smith, negociaram o primeiro contrato de gravação do grupo e, como parte do acordo, a banda concordou em gravar seu primeiro álbum no EMI Studios, em Londres. Mason lembrou que as sessões eram livres de problemas. Smith discordou, afirmando que Barrett não respondeu às suas sugestões e críticas construtivas. A EMI-Columbia lançou The Piper at the Gates of Dawn em agosto de 1967. O álbum alcançou o número seis, passando catorze semanas nas paradas britânicas. Um mês depois, foi lançado sob o selo Tower Records. Pink Floyd continuou a atrair grandes multidões no UFO Club; no entanto, o colapso mental de Barrett estava causando séria preocupação. O grupo inicialmente esperava que seu comportamento irregular fosse uma fase passageira, mas alguns eram menos otimistas, incluindo Jenner e sua assistente, June Child, que comentaram: "Encontrei [Barrett] no camarim e ele estava tão... ele se foi. Roger Waters e eu o colocamos de pé e nós o colocamos no palco... A banda começou a tocar e Syd ficou lá. Ele tinha o violão no pescoço e os braços pendurados".
Forçado a cancelar a aparição da banda no prestigiado Festival Nacional de Jazz e Blues, além de vários outros shows, King informou à imprensa que Barrett estava sofrendo de exaustão nervosa. Waters marcou uma reunião com o psiquiatra R. D. Laing e, embora Waters tenha levado Barrett pessoalmente à consulta, Barrett se recusou a sair do carro. Uma estadia em Formentera com Sam Hutt, um médico bem estabelecido no cenário da música underground, não levou a melhorias visíveis. A banda acompanhou algumas datas de apresentações na Europa durante setembro, com sua primeira turnê pelos Estados Unidos em outubro. Quando a turnê nos Estados Unidos prosseguiu, a condição de Barrett ficou cada vez pior. Durante as aparições nos shows de Dick Clark e Pat Boone em novembro, Barrett confundiu seus anfitriões por não responder às perguntas e olhar para o nada. Ele se recusou a mexer os lábios quando chegou a hora de imitar "See Emily Play" no programa de Boone. Após esses episódios embaraçosos, King terminou sua visita aos Estados Unidos e os enviou imediatamente para casa em Londres. Logo após seu retorno, eles apoiaram Jimi Hendrix durante uma turnê pela Inglaterra; no entanto, a depressão de Barrett piorou com a turnê, chegando a um ponto de crise em dezembro, quando a banda respondeu adicionando um novo membro à sua formação.

### 1967–1978: transição e sucesso internacional

#### 1967: substituição de Barrett por Gilmour

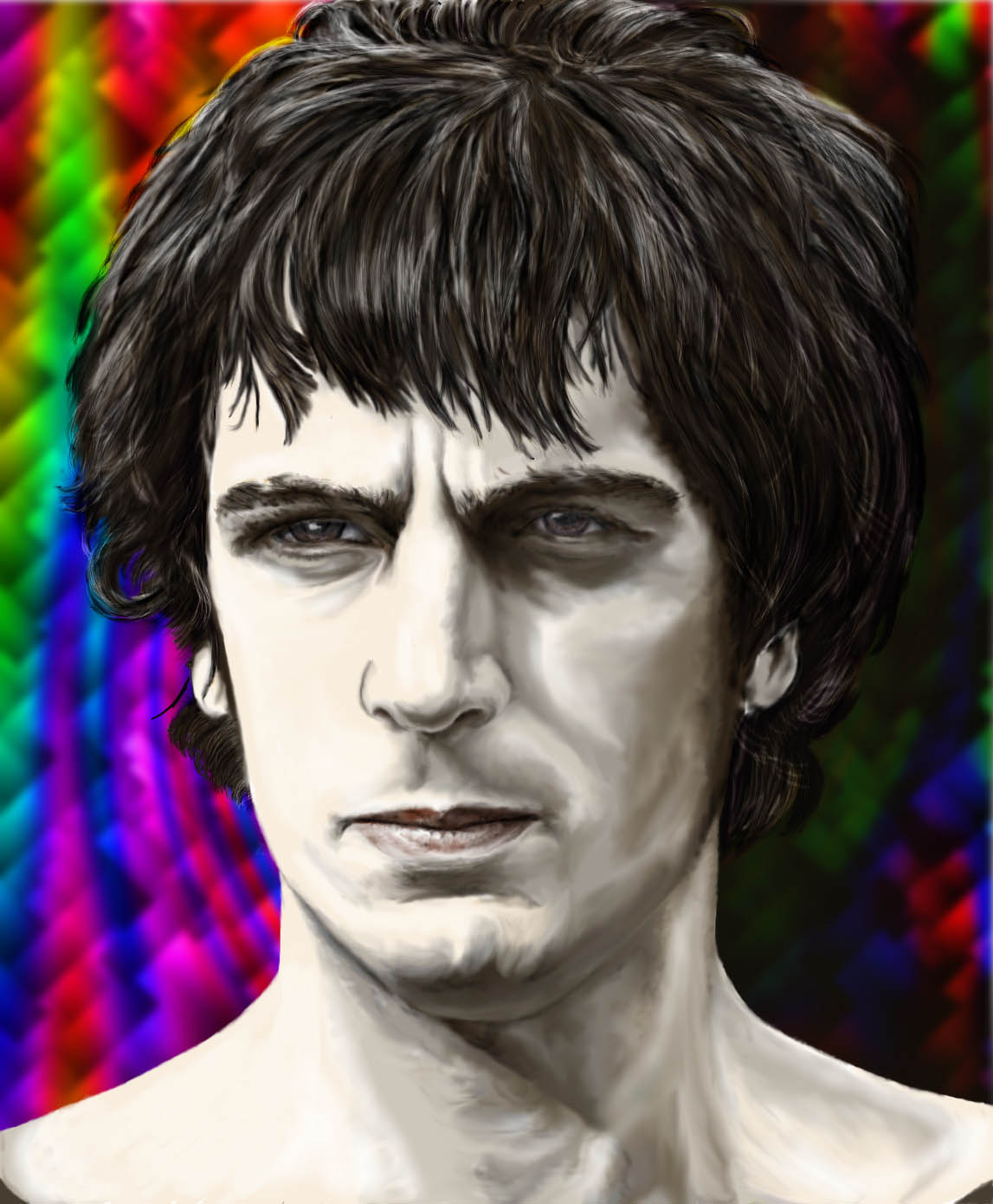
Representação artística de Syd Barrett, um dos fundadores da banda

Em dezembro de 1967, o grupo adicionou o guitarrista David Gilmour como o quinto membro da banda. Gilmour já conhecia Barrett, tendo estudado com ele na Cambridge Tech no início dos anos 1960. Os dois haviam tocado juntos durante o almoço com guitarras e harmônicas e mais tarde de carona pelo sul da França. Em 1965, enquanto membro do Wild Joker, Gilmour assistiu ao Tea Set. O assistente de Morrison, Steve O'Rourke, instalou Gilmour em um quarto na casa de O'Rourke com um salário de trinta libras esterlinas por semana e, em janeiro de 1968, a Blackhill Enterprises anunciou Gilmour como o mais novo membro da banda; com o segundo guitarrista e seu quinto membro, a banda pretendia manter Barrett como compositor não-produtivo. Jenner comentou: "A ideia era que Dave... encobrisse as excentricidades de [Barrett] e, quando isso não fosse viável, Syd iria compor. Apenas para tentar mantê-lo envolvido". Em uma expressão de sua frustração, Barrett, que deveria escrever singles de sucesso adicionais para acompanhar "Arnold Layne" e "See Emily Play", apresentou "Have You Got It Yet" para a banda, alterando intencionalmente a estrutura de cada apresentação, de modo a tornar impossível acompanhar e aprender a música. Em uma sessão de fotos da banda em janeiro de 1968, as fotografias mostram Barrett parecendo distanciado dos outros, olhando para o horizonte.
Trabalhar com Barrett acabou se revelando muito difícil e eles chegaram a uma conclusão em janeiro, no caminho para uma apresentação em Southampton, quando um membro da banda perguntou se eles deveriam pegar Barrett. Segundo Gilmour, a resposta foi "Nah, não vamos nos incomodar", sinalizando o fim do mandato de Barrett na banda. Waters mais tarde admitiu: "Ele era nosso amigo, mas na maioria das vezes agora queríamos estrangulá-lo". No início de março de 1968, o grupo se reuniu com os parceiros de negócios Jenner e King para discutir o futuro da banda; Barrett concordou em sair.
Jenner e King acreditavam que Barrett era o gênio criativo da banda e decidiram representá-lo e terminar seu relacionamento com o grupo. Morrison então vendeu seus negócios para a NEMS Enterprises e O'Rourke se tornou o gerente pessoal da banda. Blackhill anunciou a partida de Barrett em 6 de abril de 1968. Após a saída de Barrett, o ônus da composição lírica e da direção criativa ficou principalmente com Waters. Inicialmente, Gilmour imitou a voz de Barrett nas aparições do grupo na TV europeia; no entanto, enquanto tocavam no circuito universitário, eles evitaram músicas de Barrett em favor das de Waters e Wright, como "It Would Be So Nice" e "Careful with That Axe, Eugene".

#### A Saucerful of Secrets(1968)
Em 1968, a banda retornou ao Abbey Road Studios para gravar seu segundo álbum, A Saucerful of Secrets. O álbum incluiu a contribuição final de Barrett para sua discografia, "Jugband Blues". Waters começou a desenvolver sua própria composição, contribuindo com "Set the Controls for the Heart of the Sun", "Let There More More Light" e "Corporal Clegg". Wright compôs "See-Saw" e "Remember a Day". Norman Smith os incentivou a produzir suas músicas e eles gravaram demos do novo material em suas casas. Com as instruções de Smith na Abbey Road, eles aprenderam a usar o estúdio de gravação para realizar sua visão artística. No entanto, Smith não ficou convencido com a música deles e, quando Mason se esforçou para tocar sua bateria em "Remember a Day", Smith entrou em cena como seu substituto. Wright lembrou a atitude de Smith sobre as sessões: "Norman desistiu do segundo álbum... ele estava sempre dizendo coisas como 'Você não pode fazer vinte minutos desse barulho ridículo'." Como nem Waters nem Mason podiam ler música, para ilustrar a estrutura da faixa-título do álbum eles inventaram a sua mais tarde, Gilmour descreveu seu método como "parecido com um diagrama arquitetônico".
Lançado em junho de 1968, o álbum apresentava uma capa psicodélica desenhada por Storm Thorgerson e Aubrey Powell, do Hipgnosis. A primeira de várias capas de álbuns da banda projetadas pelo Hipgnosis, foi a segunda vez que a EMI permitiu que um de seus grupos contratasse designers para uma capa do álbum. O lançamento atingiu o número nove, passando onze semanas nas paradas britânicas. Record Mirror deu ao álbum uma crítica geral favorável, mas instou os ouvintes a "esquecê-lo como música de fundo para uma festa". John Peel descreveu uma apresentação ao vivo da faixa-título como "como uma experiência religiosa", enquanto a NME descreveu a música como "longa e chata... com pouco para justificar sua direção monótona". No dia seguinte ao lançamento do álbum no Reino Unido, o grupo se apresentou no primeiro show gratuito no Hyde Park. Em julho de 1968, eles voltaram para os Estados Unidos para uma segunda visita. Acompanhados pelo Soft Machine e pelo The Who, a ocasião foi a primeira turnê significativa da banda. Em dezembro daquele ano, eles lançaram "Point Me at the Sky"; não mais bem sucedido do que os dois singles que lançaram desde "See Emily Play", seria o último da banda até o lançamento em 1973, " Money".

#### Ummagumma(1969),Atom Heart Mother(1970) eMeddle(1971)

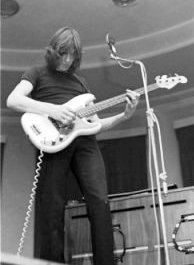
Waters se apresentando com Pink Floyd na Universidade de Leeds em 1970

Ummagumma representou um afastamento do trabalho anterior. Lançado como um LP duplo pela gravadora Harvest da EMI, os dois primeiros lados continham performances ao vivo gravadas na Universidade Metropolitana de Manchester e no Mothers Club, um clube em Birmingham. O segundo LP continha uma única contribuição experimental de cada membro da banda. Ummagumma foi lançado em novembro de 1969 e recebeu críticas positivas. O álbum alcançou o número cinco, passando 21 semanas na parada britânica.
Em outubro de 1970, o grupo lançou o Atom Heart Mother. Uma versão inicial estreou na França em janeiro, mas as divergências sobre a mixagem levaram à contratação de Ron Geesin para resolver os problemas de som. Geesin trabalhou para melhorar a situação, mas com pouca contribuição criativa da banda, a produção foi problemática. Geesin finalmente concluiu o projeto com a ajuda de John Alldis, que foi o diretor do coral contratado para atuar no disco. Smith ganhou crédito de produtor executivo e o álbum marcou sua última contribuição oficial à discografia da banda. Gilmour disse que era "uma maneira elegante de dizer que ele não... fez qualquer coisa". Waters criticou Atom Heart Mother, alegando que ele preferiria que fosse "jogado no caixote do lixo e nunca mais fosse ouvido por ninguém". Gilmour também rejeitava e descreveu-o como "um monte de lixo", afirmando: "Acho que estávamos raspando um pouco o tacho naquele período". Atom Heart Mother foi estreado no Bath Festival em 27 de junho de 1970 e alcançou um enorme sucesso na Grã-Bretanha, onde tornou-se no primeiro número um da banda e permaneceu nas paradas musicais por dezoito semanas.
O grupo viajou extensivamente pela América e Europa em 1970. Em 1971, a banda ficou em segundo lugar na pesquisa ao leitor do Melody Maker e, pela primeira vez, estava lucrando. Mason e Wright tornaram-se pais e compraram casas em Londres, enquanto Gilmour, ainda solteiro, se mudou para uma fazenda do século XIX em Essex. Waters instalou um estúdio de gravação em sua casa em Islington, em um depósito de ferramentas na parte de trás de seu jardim. Em janeiro de 1971, ao retornar da turnê Atom Heart Mother, o grupo começou a trabalhar em um novo material. Com a falta de um tema central, eles tentaram várias experiências improdutivas; o engenheiro John Leckie descreveu as sessões, que frequentemente começavam à tarde e terminavam no início da manhã, como um período "durante o qual nada seria alcançado. Não havia nenhum contato com a gravadora, exceto quando o gerente da gravadora aparecia de vez em quando com duas garrafas de vinho e dois baseados". A banda passou longos períodos trabalhando em sons básicos, ou um riff de guitarra. Eles também passaram vários dias no Air Studios tentando criar música usando uma variedade de objetos domésticos, um projeto que seria revisitado entre The Dark Side of the Moon e Wish You Were Here.
Lançado em outubro de 1971, Meddle não apenas confirma o surgimento do guitarrista David Gilmour como uma verdadeira força modeladora no grupo, mas afirma com força e precisão que o grupo está novamente no caminho do crescimento", escreveu Jean-Charles Costa, da Rolling Stone. A NME chamou Meddle de "um álbum excepcionalmente bom", destacando "Echoes" como o "zênite pelo qual o Floyd tem se esforçado". No entanto, Michael Watts, da Melody Maker, considerou o álbum como nada assombroso, chamando-o de "trilha sonora de um filme inexistente" e ignorando a banda como "som e fúria, sem significado". Meddle é um álbum de transição entre o grupo influenciado por Barrett no final dos anos 1960 e o emergente Pink Floyd. O LP alcançou o número três entre os mais ouvidos, passando 82 semanas nas paradas britânicas.

#### The Dark Side of the Moon(1973)

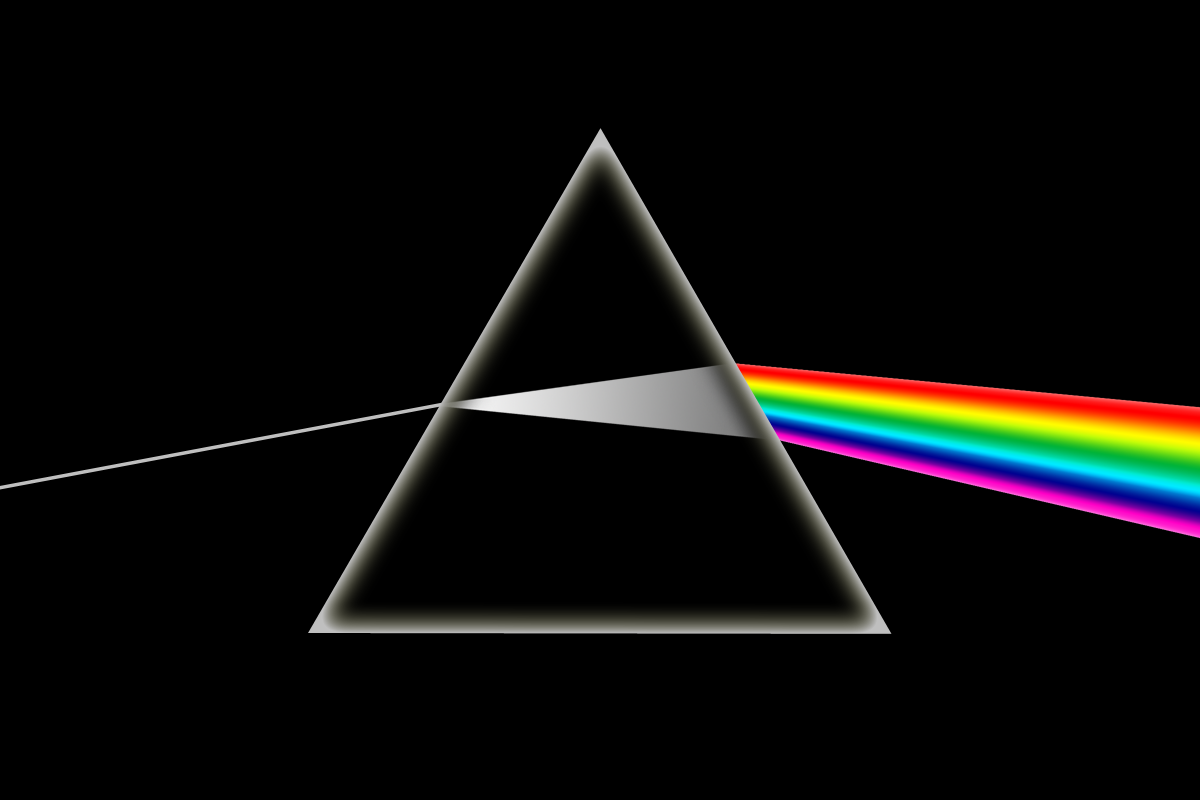
Representação da obra de arte icônica de The Dark Side of the Moon, originalmente desenhada por Hipgnosis e George Hardie

A banda gravou The Dark Side of the Moon entre maio de 1972 e janeiro de 1973 com o engenheiro da equipe da EMI, Alan Parsons, em Abbey Road. O título é uma alusão à loucura e não à astronomia. A banda havia composto e refinado o material durante uma turnê pelo Reino Unido, Japão, América do Norte e Europa. O produtor Chris Thomas ajudou Parsons.
O Hipgnosis projetou a capa, que incluía o icônico design de prisma refratário de George Hardie na capa. A capa de Storm Thorgerson apresenta um feixe de luz branca, representando a unidade, passando por um prisma, que representa a sociedade. O feixe refratado de luz colorida simboliza a unidade difratada, deixando uma ausência de unidade. Waters é o único autor da letra.
Lançado em março de 1973, o LP se tornou um sucesso instantâneo nas paradas no Reino Unido e em toda a Europa Ocidental, recebendo uma resposta entusiasmada dos críticos. Cada membro do grupo, exceto Wright, boicotou o comunicado de imprensa sobre The Dark Side of the Moon porque uma mixagem quadrafônica ainda não havia sido concluída e eles acharam que apresentar o álbum através de um sistema de som estéreo de baixa qualidade era insuficiente. Roy Hollingworth, do Melody Maker, descreveu o lado um como "totalmente confuso... e difícil de seguir", mas elogiou o segundo lado, escrevendo: "As músicas, os sons... e os ritmos eram sólidos... o saxofone atingiu o ar, a banda balançou e rolou". Loyd Grossman, da Rolling Stone, descreveu-o como "um belo álbum com uma riqueza textural e conceitual que não apenas convida, mas exige envolvimento".

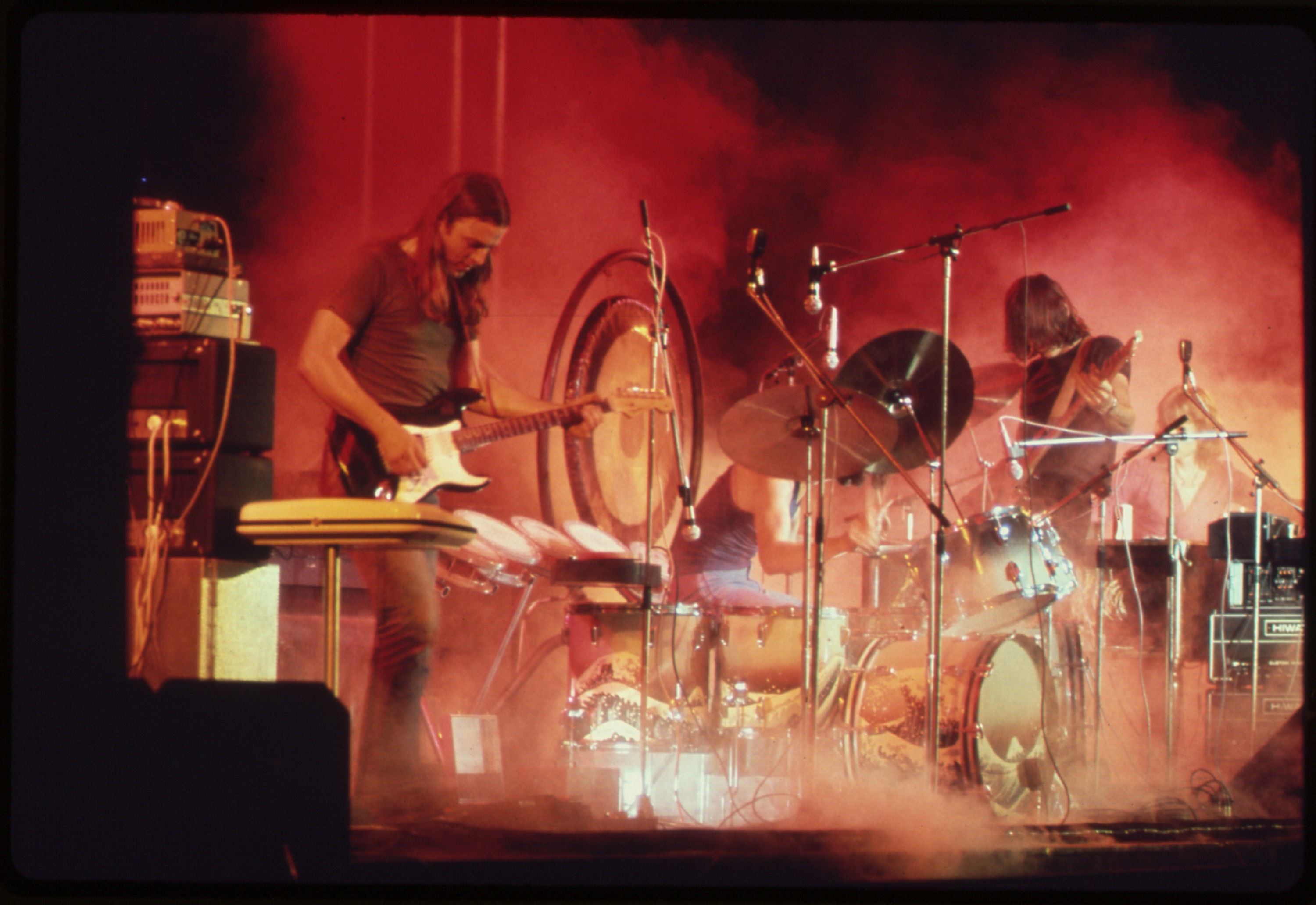
Pink Floyd se apresentando em sua turnê nos Estados Unidos em 1973, pouco antes do lançamento de The Dark Side of the Moon

Ao longo de março de 1973, The Dark Side of the Moon apareceu como parte da turnê norte-americana da banda. Ele é um dos álbuns de rock de maior sucesso comercial de todos os tempos, vendendo mais de 45 milhões de cópias em todo o mundo. Nos Estados Unidos, alcançou o número um na parada da Billboard e permaneceu na mesma por mais de catorze anos. No Reino Unido, o álbum alcançou o número dois, passando 364 semanas nas paradas britânicas. The Dark Side of the Moon é o terceiro álbum mais vendido do mundo e o vigésimo primeiro álbum mais vendido na história dos Estados Unidos. O sucesso do álbum trouxe uma enorme riqueza para os membros do grupo. Waters e Wright compraram grandes casas de campo, enquanto Mason se tornava um colecionador de carros de luxo. Desencantados com sua gravadora estadunidense, a Capitol Records, Pink Floyd e O'Rourke negociaram um novo contrato com a Columbia Records, que lhes concedeu um adiantamento de um milhão de dólares (ou 5,1 milhões de dólares em valores de 2019). Na Europa, eles continuaram a ser representados pela Harvest Records.

#### Wish You Were Here(1975)
Após uma turnê pelo Reino Unido tocando Dark Side, a banda voltou ao estúdio em janeiro de 1975 e começou a trabalhar em seu nono álbum, Wish You Were Here. Parsons recusou uma oferta para continuar trabalhando com eles, tornando-se bem-sucedido por si só com o The Alan Parsons Project e, sendo assim, a banda se voltou para Brian Humphries.

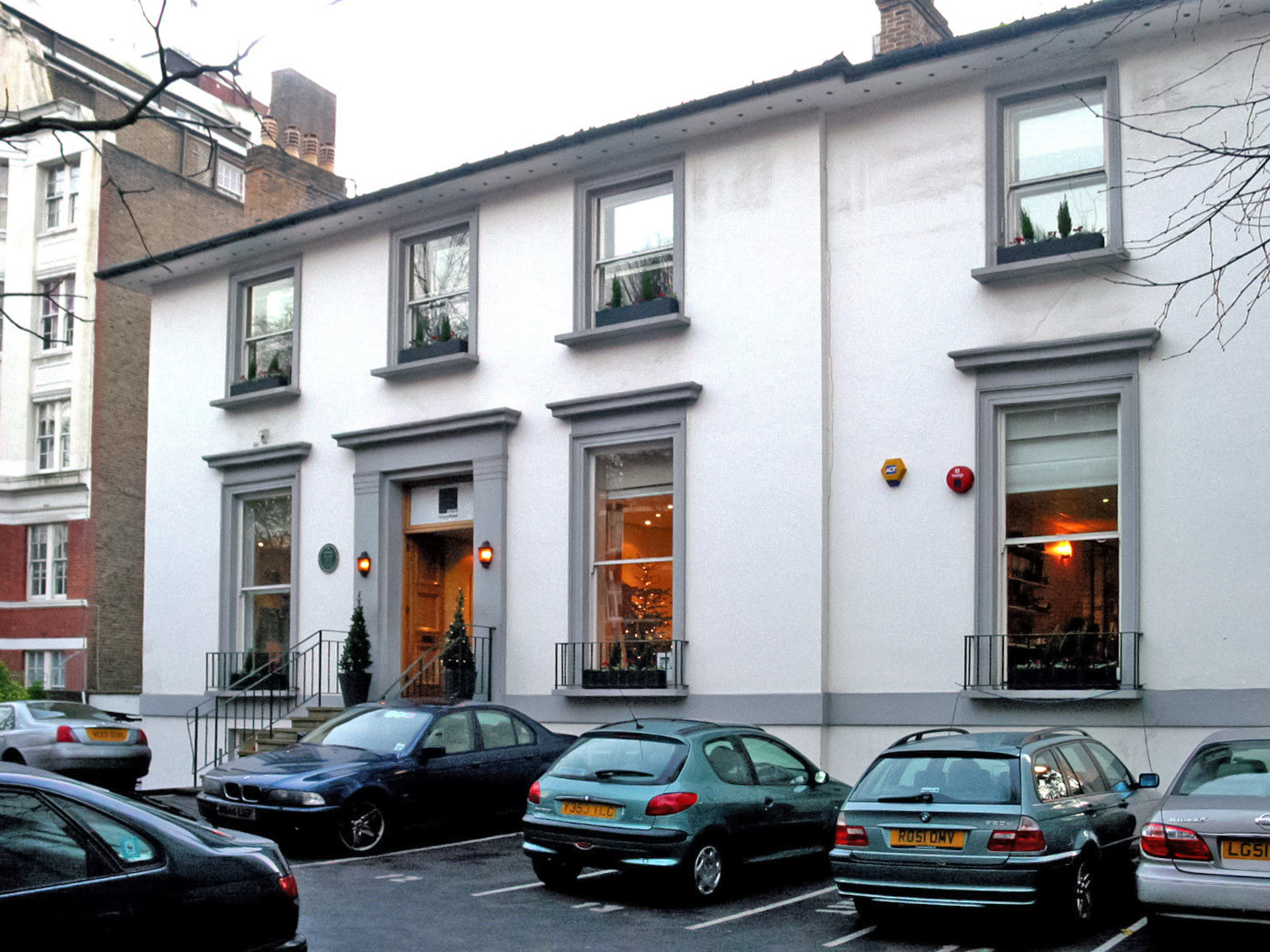
Abbey Road Studios, onde o álbum A Saucerful of Secrets foi gravado

Inicialmente, eles acharam difícil compor o novo material; o sucesso de The Dark Side of the Moon havia deixado o grupo fisicamente e emocionalmente esgotado. Wright posteriormente descreveu essas primeiras sessões como "um período difícil" e Waters as considerou "tortuosas". Gilmour estava mais interessado em melhorar o material já existente da banda. O casamento fracassado de Mason o deixou em um mal-estar geral e com um senso de apatia, os quais interferiram em sua bateria.
Apesar da falta de direção criativa, Waters começou a visualizar um novo conceito após várias semanas. Durante 1974, o grupo esboçou três composições originais e as expôs em uma série de apresentações na Europa. Essas composições se tornaram o ponto de partida para um novo álbum cuja frase de guitarra de quatro notas de abertura, composta puramente por acaso por Gilmour, lembrou Waters de Barrett. As músicas forneceram um resumo adequado da ascensão e queda de seu ex-companheiro de banda. Waters comentou: "Porque eu queria me aproximar o máximo possível do que sentia... aquela melancolia indefinível e inevitável sobre o desaparecimento de Syd."
Enquanto a banda trabalhava no álbum, Barrett fez uma visita inesperada ao estúdio. Thorgerson lembrou que "ele se sentou e conversou um pouco, mas não estava realmente lá". Ele mudou significativamente na aparência, tanto que a banda não o reconheceu inicialmente. Waters teria ficado profundamente chateado com a experiência. A maioria de Wish You Were Here estreou em 5 de julho de 1975, em um festival de música ao ar livre em Knebworth. Lançado em setembro, alcançou o número um no Reino Unido e nos Estados Unidos.

#### Animals(1977)
Em 1975, a banda comprou um salão de igreja de três andares em Islington e começou a converter o prédio em um estúdio de gravação e espaço de armazenamento. Em 1976, eles gravaram seu décimo álbum, Animals, em seu recém-terminado estúdio. O conceito de Animais se originou com Waters, vagamente baseado na fábula política Animal Farm, de George Orwell. A letra do álbum descreveu diferentes classes da sociedade como cães, porcos e ovelhas. Hipgnosis recebeu crédito pela capa de Animals; no entanto, Waters projetou o conceito final, escolhendo uma imagem da antiga Usina Termelétrica de Battersea, sobre a qual sobrepôs a imagem de um porco.

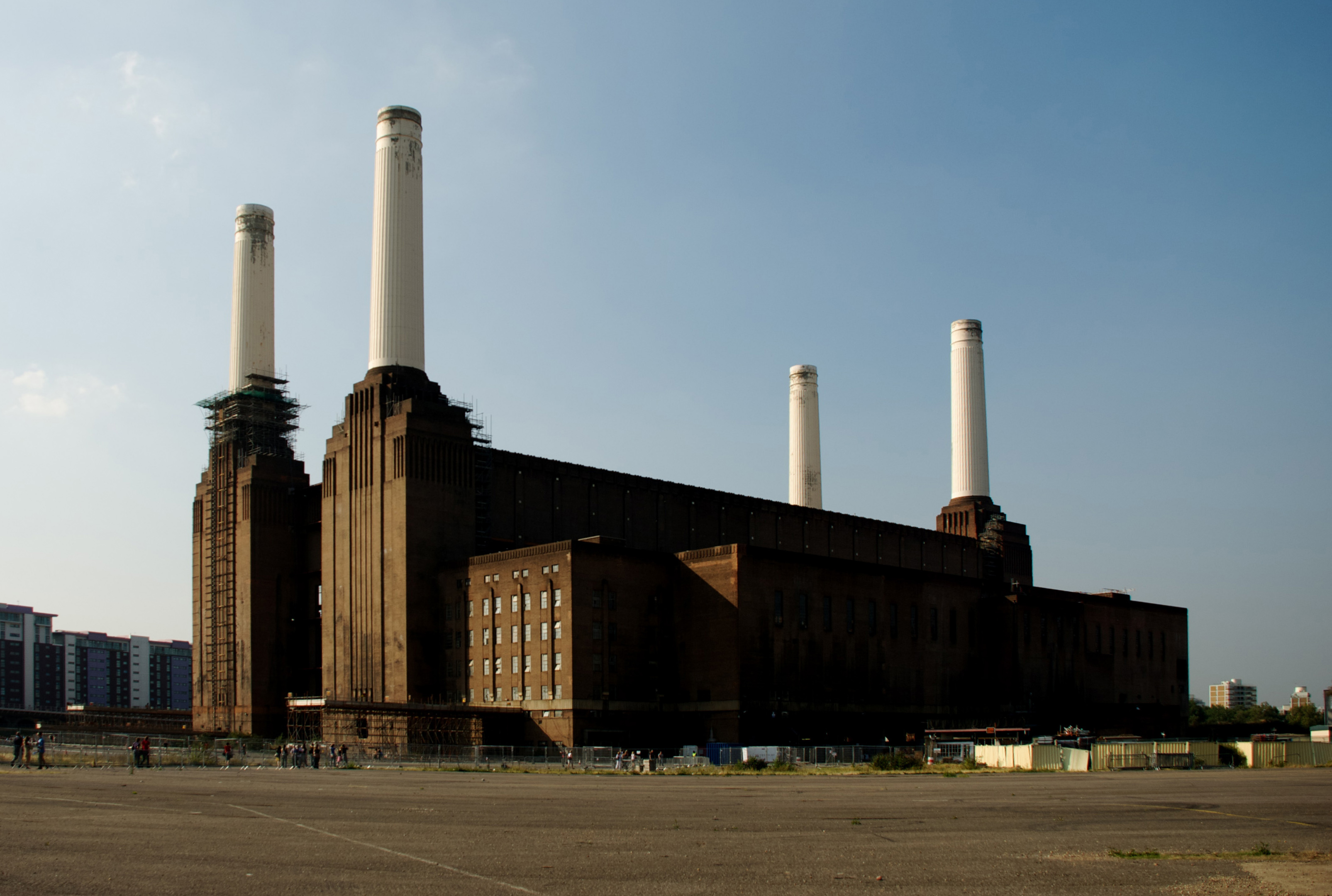
Usina Termelétrica de Battersea é destaque na imagem de capa para Animals

A divisão de royalties era uma fonte de conflito entre os membros da banda, que ganhavam por música. Embora Gilmour tenha sido o grande responsável por "Dogs", que ocupou quase todo o primeiro lado do álbum, ele recebeu menos do que Waters, que contribuiu com o muito mais curto "Pigs on the Wing", em duas partes. Wright comentou: "Em parte foi minha culpa, porque eu não empurrei meu material... mas Dave tinha algo a oferecer e só conseguiu colocar algumas coisas lá." Mason lembrou: "Roger estava em pleno fluxo com as ideias, mas ele estava realmente mantendo Dave deliberadamente abatido e frustrado". Gilmour, distraído com o nascimento de seu primeiro filho, contribuiu pouco para o álbum. Da mesma forma, nem Mason nem Wright contribuíram muito com Animals; Wright teve problemas conjugais e seu relacionamento com Waters também estava sofrendo. Animals é o primeiro álbum do grupo que não inclui um crédito para Wright, que comentou: "Animals... não foi um disco divertido de fazer... foi quando Roger realmente começou a acreditar que ele era o único compositor da banda... foi só por causa dele que [nós] ainda estávamos tocando... quando ele começou a desenvolver suas viagens de ego, a pessoa com quem ele teria conflitos seria eu."
Lançado em janeiro de 1977, o álbum alcançou o número dois nas paradas britânicas e o número três nos Estados Unidos. A NME descreveu o álbum como "um dos pedaços iconoclásticos da música mais extremos, implacáveis, angustiantes e francos" e Karl Dallas, do Melody Maker, o chamou de "gosto desconfortável da realidade em um meio que se tornou, nos últimos anos, cada vez mais soporífero".
Pink Floyd apresentou grande parte do material do álbum durante a turnê "In the Flesh". Foi a primeira experiência da banda tocando em grandes estádios, cujo tamanho causou desconforto entre seus membros. Waters começou a chegar a cada local sozinho, partindo imediatamente após a apresentação. Em uma ocasião, Wright voou de volta para a Inglaterra, ameaçando deixar a banda. No Estádio Olímpico de Montreal, um grupo de fãs barulhentos e entusiasmados na primeira fila da plateia irritou tanto Waters que ele cuspiu em um deles. O final da turnê marcou um ponto baixo para Gilmour, que sentiu que a banda alcançou o sucesso que buscava, sem mais nada para realizar.

### 1978–1985: era liderada por Waters

#### The Wall(1979)

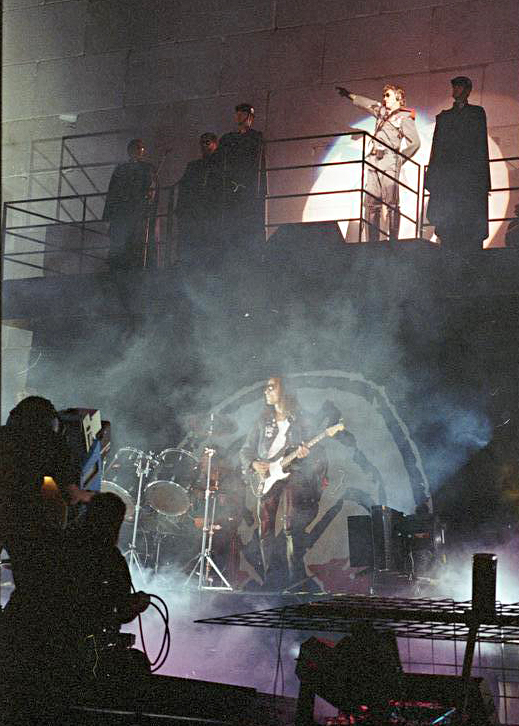
Waters (em destaque), vestido em trajes militares, atuando em The Wall Live in Berlin, 1990

Em julho de 1978, em meio a uma crise financeira causada por investimentos negligentes, Waters apresentou duas ideias para o próximo álbum da banda. A primeira foi uma demonstração de noventa minutos com o título de trabalho Bricks in the Wall; a outra mais tarde se tornou o primeiro álbum solo de Waters, The Pros and Cons of Hitch Hiking. Embora Mason e Gilmour tenham sido inicialmente cautelosos, eles escolheram a primeira. Bob Ezrin coproduziu e escreveu um roteiro de quarenta páginas para o novo álbum. Ezrin baseou a história na figura central de Pink — um personagem gestalt inspirado nas experiências de infância de Waters, a mais notável delas foi a morte de seu pai na Segunda Guerra Mundial. Esse primeiro "tijolo" metafórico levou a mais problemas; Pink se tornaria viciado em drogas e deprimido pela indústria da música, eventualmente se transformando em um megalomaníaco, um desenvolvimento inspirado em parte pelo declínio de Syd Barrett. No final do álbum, o público cada vez mais fascista assistia enquanto Pink derrubava a parede, tornando-se novamente uma pessoa comum e carinhosa.
Durante a gravação de The Wall, Waters, Gilmour e Mason ficaram insatisfeitos com a falta de contribuição de Wright e o demitiram. Gilmour disse que Wright "não havia contribuído com nada de qualquer valor para o álbum — ele fez muito, muito pouco" e foi por isso que ele "conseguiu levar um pontapé". Segundo Mason, "a contribuição de Rick foi aparecer e participar das sessões sem fazer nada, apenas 'ser um produtor'". Waters comentou: "[Wright] não estava preparado para cooperar na gravação do disco... e foi acordado por todos... ou ele pode ter uma longa batalha ou ele pode concordar em... terminar de fazer o álbum e manter a parte dele... mas no final ele sairia em silêncio. Rick concordou."
O álbum foi apoiado por "Another Brick in the Wall (Part II)", que liderou as paradas nos Estados Unidos e no Reino Unido; foi o primeiro single da banda desde "Money". The Wall foi lançado em 30 de novembro de 1979 e liderou a parada da Billboard nos Estados Unidos por quinze semanas, chegando ao número três no Reino Unido. Segundo a RIAA, é o terceiro melhor álbum de todos os tempos, de uma lista de cem trabalhos, com 23 milhões de unidades certificadas nos EUA. A capa, com uma parede de tijolos e o nome da banda, foi a primeira capa da banda desde The Piper no Gates of Dawn que não foi desenhada por Hipgnosis.
Gerald Scarfe produziu uma série de animações para as próximas apresentações ao vivo da The Wall Tour. Ele também encomendou a construção de grandes bonecos infláveis representando personagens do enredo, incluindo a "Mãe", a "Ex-esposa" e o "Professor". Pink Floyd usou os fantoches durante as apresentações do álbum. Os relacionamentos dentro da banda estavam no nível mais baixo; os quatro motorhomes da Winnebago que pertenciam aos membros do grupo foram estacionados em círculo, com as portas voltadas para o centro. Waters, no entanto, usou seu próprio veículo para chegar ao local e ficou em hotéis diferentes do resto da banda. Wright retornou como músico pago e foi o único dos quatro a lucrar com o empreendimento, que perdeu cerca de seiscentos mil dólares (1.687.335 em dólares de 2019).
O conceito de The Wall também gerou um filme, cuja ideia original era uma combinação de cenas de concertos ao vivo e cenas de animações. No entanto, as filmagens do show se mostraram impraticáveis de serem feitas. Alan Parker concordou em dirigir e adotou uma abordagem diferente. As sequências animadas permaneceriam, mas as cenas seriam representadas por atores profissionais sem diálogo. Waters foi testado na tela, mas rapidamente descartado. Eles pediram a Bob Geldof para aceitar o papel de Pink. Geldof foi inicialmente indiferente, condenando o enredo de The Wall ' como "besteira". Vencido pela perspectiva de participação em um filme significativo e de receber um grande pagamento por seu trabalho, Geldof concordou. Exibido no Festival de Cannes em maio de 1982, o filme Pink Floyd – The Wall estreou no Reino Unido em julho de 1982.

#### The Final Cut(1982)

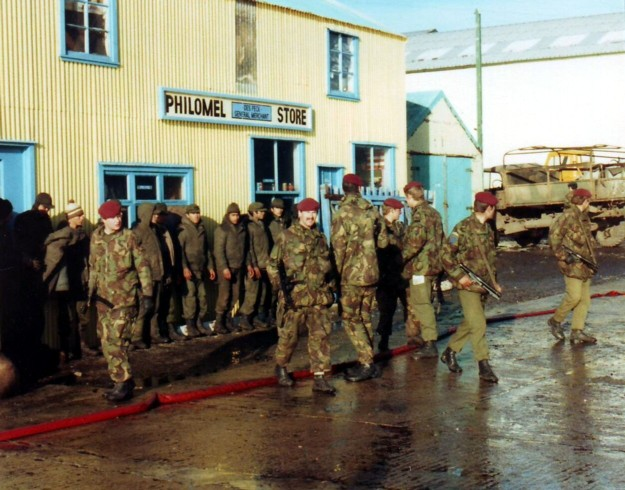
Paraquedistas britânicos guardam prisioneiros de guerra argentinos nas Ilhas Falkland. A frustração de Waters pelos eventos que cercam a Guerra das Malvinas é evidente no álbum The Final Cut

Em 1982, Waters sugeriu um novo projeto musical com o título de trabalho Spare Bricks, originalmente concebido como o álbum da trilha sonora de Pink Floyd – The Wall. Com o início da Guerra das Malvinas, Waters mudou de direção e começou a escrever o novo material. Ele viu a resposta de Margaret Thatcher à invasão das Malvinas como jingoística e desnecessária e dedicou o álbum ao seu falecido pai. Imediatamente surgiram discussões entre Waters e Gilmour, que acharam que o álbum deveria incluir todo o material novo, em vez de reciclar músicas passadas para o The Wall. Waters sentiu que Gilmour havia contribuído pouco para o repertório lírico da banda. Michael Kamen, um contribuinte para os arranjos orquestrais de The Wall, mediada entre os dois, também desempenhou o papel tradicionalmente ocupado pelo então ausente Wright.  A tensão dentro da banda aumentou. Waters e Gilmour trabalharam independentemente; no entanto, Gilmour começou a sentir a tensão, às vezes mal mantendo a compostura. Após um confronto final, o nome de Gilmour desapareceu da lista de créditos, refletindo o que Waters sentia por sua falta de contribuições para composição.
Embora as contribuições musicais de Mason fossem mínimas, ele ficou ocupado gravando efeitos sonoros para um sistema holofônico experimental a ser usado no álbum. Com seus próprios problemas conjugais, ele permaneceu uma figura distante. A banda não usou Thorgerson para o design da capa e Waters optou por projetá-lo por si mesmo. Lançado em março de 1983, The Final Cut foi direto para o número um no Reino Unido e o número seis nos Estados Unidos. Waters escreveu todas as letras, bem como todas as músicas do álbum. Gilmour não tinha nenhum material pronto para o álbum e pediu a Waters que atrasasse a gravação até que ele pudesse escrever algumas músicas, mas Waters recusou. Gilmour comentou mais tarde: "Certamente sou culpado às vezes por ser preguiçoso... mas ele não estava certo em querer colocar algumas faixas roubadas no The Final Cut." A revista Rolling Stone deu ao álbum cinco estrelas, com Kurt Loder classificando a obra como "uma conquista superlativa... a principal obra-prima do art rock". Loder viu The Final Cut como "essencialmente um álbum solo de Roger Waters".

#### "Uma força gasta", partida de Waters e batalhas legais
Gilmour gravou seu segundo álbum solo, About Face, em 1984 e usou-o para expressar seus sentimentos sobre uma variedade de tópicos, desde o assassinato de John Lennon até seu relacionamento com Waters. Mais tarde, ele afirmou que usou o álbum para se distanciar do grupo. Logo depois, Waters começou a turnê de seu primeiro álbum solo, The Pros and Cons of Hitch Hiking. Wright formou Zee com Dave Harris e gravou Identity, que passou quase despercebido após seu lançamento. Mason lançou seu segundo álbum solo, Profiles, em agosto de 1985.
Após o lançamento de The Pros and Cons of Hitch Hiking, Waters insistiu publicamente que a banda não iria se reunir. Ele entrou em contato com O'Rourke para discutir a liquidação de futuros pagamentos de royalties. O'Rourke sentiu-se na obrigação de informar Mason e Gilmour, o que irritou Waters, que queria dispensá-lo como gerente da banda. Ele rescindiu seu contrato de gestão com O'Rourke e contratou Peter Rudge para administrar seus negócios. Waters escreveu para a EMI e a Columbia anunciando que ele havia deixado a banda e pediu que o libertassem de suas obrigações contratuais. Gilmour acreditava que Waters partia para acelerar o fim do grupo. Waters afirmou mais tarde que, ao não fazer novos álbuns, a banda violaria o contrato — o que sugeriria que os pagamentos de royalties seriam suspensos — e que os outros membros da banda o haviam forçado a sair do grupo, ameaçando processá-lo. Ele foi a Alta Corte de Justiça em um esforço para dissolver a banda e impedir o uso do nome "Pink Floyd", declarando o grupo como "uma força gasta em sua forma criativa".
Quando os advogados de Waters descobriram que a parceria nunca havia sido formalmente confirmada, Waters voltou a Alta Corte na tentativa de obter um veto sobre o uso adicional do nome da banda. Gilmour respondeu com um comunicado de imprensa afirmando que a banda continuaria a existir. Ele mais tarde disse ao Sunday Times: "Roger é um cachorro na manjedoura e eu vou lutar com ele". Em 2013, Waters disse que não havia percebido que o nome "Pink Floyd" tinha valor comercial independente dos membros da banda e estava errado ao tentar impedir os outros de usá-lo.

### 1985–1994: era liderada por Gilmour

#### A Momentary Lapse of Reason(1987)

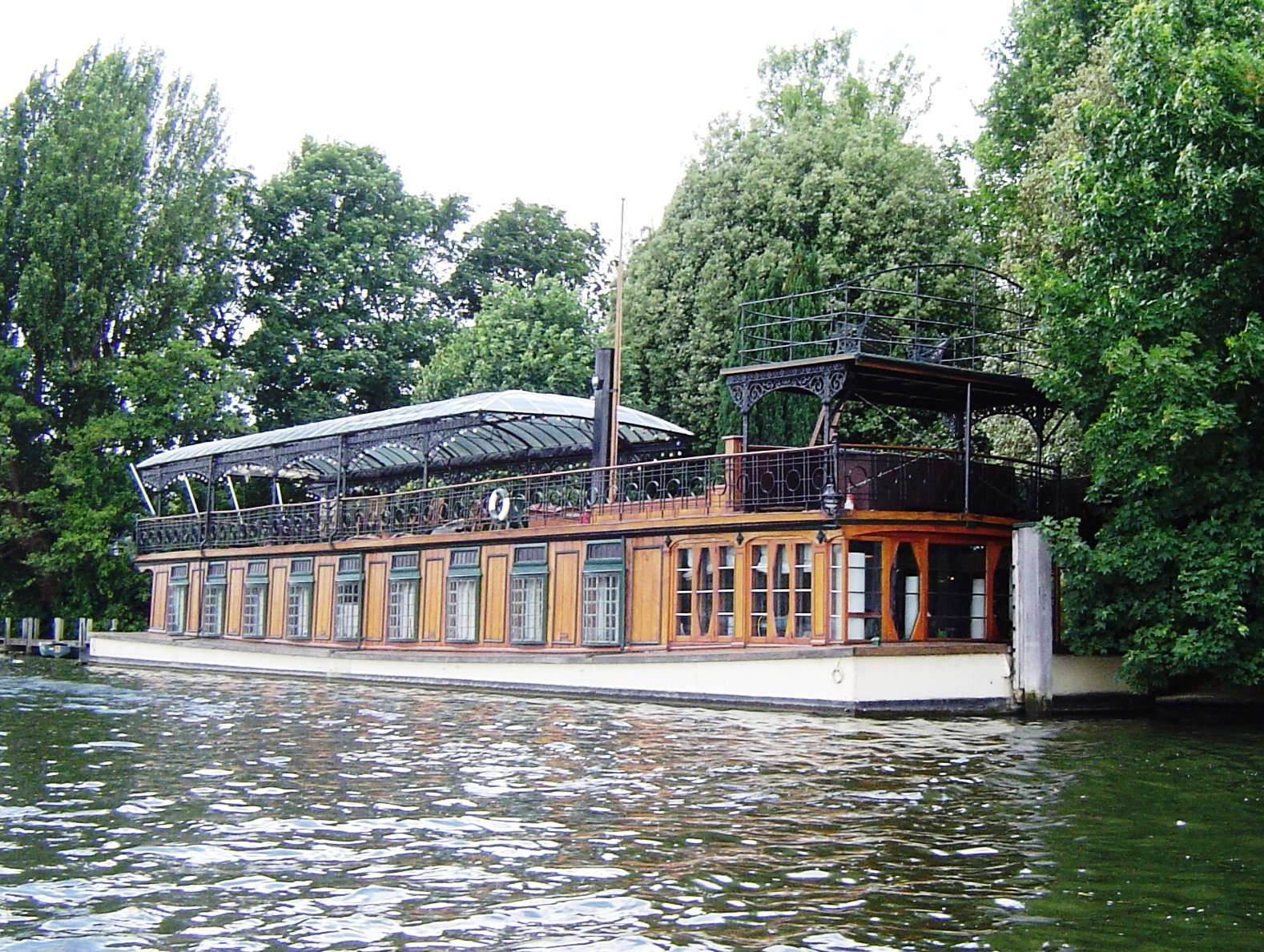
O estúdio de gravação Astoria

Em 1986, Gilmour começou a recrutar músicos para o que seria o primeiro álbum da banda sem Waters, A Momentary Lapse of Reason. Havia obstáculos legais à re-admissão de Wright no grupo, mas após uma reunião em Hampstead, a banda convidou Wright para participar das próximas sessões. Gilmour afirmou mais tarde que a presença de Wright "nos tornaria mais fortes legalmente e musicalmente" e o grupo o empregou como músico com ganhos semanais de onze mil dólares (em valores da época). As sessões de gravação começaram no barco de Gilmour, o Astoria, atracado ao longo do rio Tamisa. Gilmour trabalhou com vários compositores, incluindo Eric Stewart e Roger McGough, eventualmente escolhendo Anthony Moore para escrever as letras do álbum. Gilmour disse mais tarde que o projeto era difícil sem a direção criativa de Waters. Mason, preocupado com o fato de estar muito fora de prática para se apresentar no álbum, usou músicos de sessão para completar muitas partes da bateria e, em vez disso, trabalhou em efeitos sonoros.
A Momentary Lapse of Reason foi lançada em setembro de 1987. Storm Thorgerson, cuja participação criativa estava ausente de The Wall e The Final Cut, desenhou a capa do álbum. Para voltar para casa que Waters havia deixado a banda, eles incluíram uma fotografia de grupo na capa interna, a primeira desde Meddle. O álbum foi direto para o número três no Reino Unido e nos Estados Unidos. Waters comentou: "Eu acho fácil, mas uma falsificação bastante inteligente... As músicas são ruins em geral... e as letras de Gilmour são de terceira categoria." Embora Gilmour inicialmente tenha visto o álbum como um retorno à melhor forma da banda, Wright discordou, afirmando: "As críticas de Roger são justas. Não é um álbum da banda." A Q Magazine descreveu o álbum como essencialmente um álbum solo de Gilmour.
Waters tentou subverter a turnê Momentary Lapse of Reason entrando em contato com os promotores nos Estados Unidos e ameaçando processá-los se eles usassem o nome Pink Floyd. Gilmour e Mason financiaram os custos iniciais com Mason usando seu Ferrari 250 GTO como garantia. Os primeiros ensaios para a próxima turnê foram caóticos, com Mason e Wright completamente fora de prática. Percebendo que ele havia trabalhado muito, Gilmour pediu a Ezrin para ajudá-los. Enquanto a banda viajava pela América do Norte, a turnê do Waters, Radio KAOS, acontecia por perto, embora em locais muito menores do que aqueles que apresentavam as performances de sua banda anterior. Waters emitiu um mandado de segurança por direitos autorais pelo uso do porco voador pela banda. O grupo respondeu colocando um grande conjunto de órgãos genitais masculinos na parte inferior para distingui-lo do design de Waters. As partes chegaram a um acordo legal em 23 de dezembro; Mason e Gilmour mantiveram o direito de usar o nome Pink Floyd perpetuamente e Waters recebeu direitos exclusivos, entre outras coisas, de The Wall.

#### The Division Bell(1994)

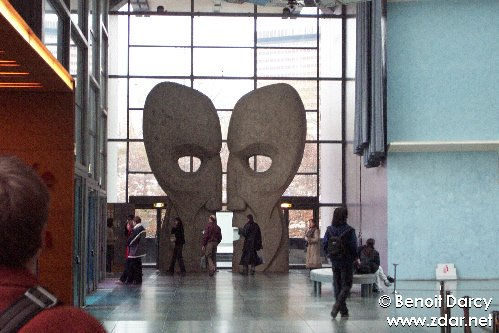
Exposição representado a arte do álbum de The Division Bell, projetada por Storm Thorgerson e que pretendia representar a ausência de Barrett e Waters da banda

Por vários anos, a banda se ocupou de atividades pessoais, como filmar e competir na La Carrera Panamericana e gravar uma trilha sonora de um filme baseado no evento. Em janeiro de 1993, eles começaram a trabalhar em um novo álbum, retornando aos Britannia Row Studios, onde por vários dias Gilmour, Mason e Wright trabalharam em colaboração, improvisando material. Após cerca de duas semanas, a banda teve ideias suficientes para começar a criar músicas. Ezrin voltou a coproduzir o álbum e a produção mudou-se para o Astoria, onde de fevereiro a maio de 1993, eles trabalharam em cerca de 25 ideias.
Contratualmente, Wright não era membro da banda e disse: "Chegou perto de um ponto em que eu não faria o álbum". No entanto, ele ganhou cinco créditos coescritos, o primeiro em um álbum da banda desde 1975, Wish You Were Here. Outro compositor creditado no álbum foi a futura esposa de Gilmour, Polly Samson. Ela o ajudou a escrever várias faixas, incluindo "High Hopes", um arranjo colaborativo que, embora inicialmente tenso, "juntou todo o álbum", segundo Ezrin. Eles contrataram Michael Kamen para organizar as partes orquestrais do álbum; Dick Parry e Chris Thomas também retornaram. O compositor Douglas Adams forneceu o título do álbum e Thorgerson a capa. Thorgerson se inspirou para a capa do álbum dos monólitos Moai da Ilha de Páscoa; dois rostos opostos formando um terceiro rosto implícito sobre o qual ele comentou: "o rosto ausente — o fantasma do passado do Pink Floyd, Syd e Roger". Ansioso para evitar competir contra outros lançamentos de álbuns, como aconteceu com A Momentary Lapse, a banda estabeleceu um prazo final para abril de 1994, quando retomariam a turnê. O álbum alcançou o número um no Reino Unido e nos EUA. Passou 51 semanas na parada britânica.
A banda passou mais de duas semanas ensaiando em um hangar na Base Aérea de Norton, em San Bernardino, Califórnia, antes de abrir em 29 de março de 1994, em Miami, com uma equipe quase idêntica à usada na turnê Momentary Lapse of Reason. Eles tocaram uma variedade de músicas da banda e depois mudaram seu setlist para incluir The Dark Side of the Moon na sua totalidade. A turnê, a última do grupo, terminou em 29 de outubro de 1994.

### 2005–2016: reunião, mortes eThe Endless River

#### Reunião no Live 8

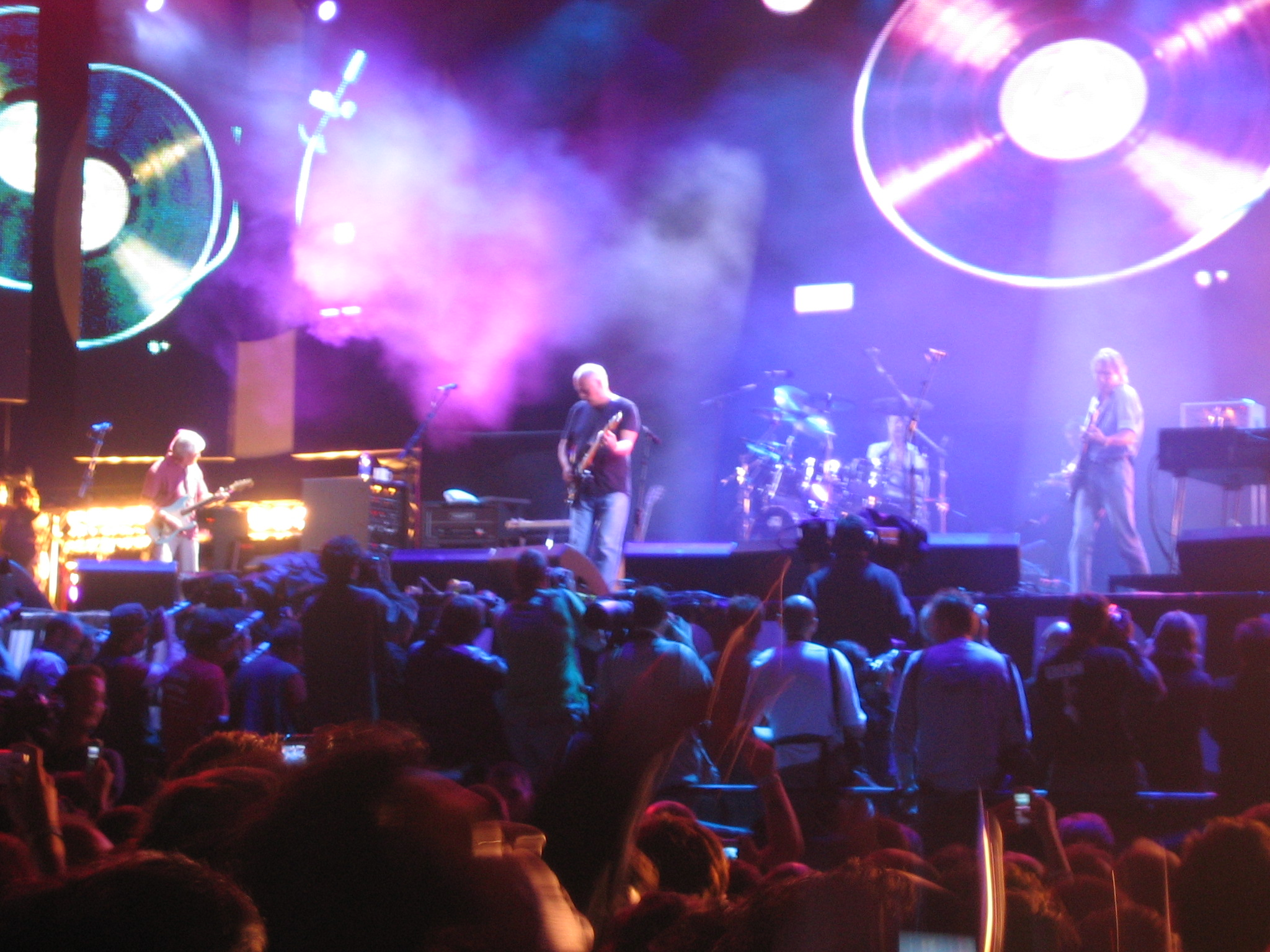
Waters (à direita) juntou-se a seus ex-colegas de banda no Live 8

Em 2 de julho de 2005, Waters, Gilmour, Mason e Wright se apresentaram juntos como "Pink Floyd" pela primeira vez em mais de 24 anos no show Live 8 em Hyde Park, Londres. A reunião foi arranjada pelo organizador do Live 8, Bob Geldof; depois que Gilmour recusou a oferta, Geldof perguntou a Mason, que contatou Waters. Cerca de duas semanas depois, Waters ligou para Gilmour, a primeira conversa entre os dois em dois anos, e no dia seguinte Gilmour concordou. Em comunicado à imprensa, a banda enfatizou a falta de importância de seus problemas no contexto do evento Live 8.
Eles planejaram seu setlist no Connaught Hotel em Londres, seguidos por três dias de ensaios no Black Island Studios. As sessões foram problemáticas, com divergências sobre o estilo e o ritmo das músicas que eles estavam praticando; a ordem de execução foi decidida na véspera do evento. No início de sua apresentação de "Wish You Were Here", Waters disse à plateia: "É muito emocionante ficar de pé aqui com esses três caras depois de todos esses anos... estamos fazendo isso para todos que não estão aqui, e particularmente para Syd". No final, Gilmour agradeceu à plateia e começou a sair do palco. Waters o chamou de volta e a banda compartilhou um abraço em grupo. As imagens do abraço foram as favoritas dos jornais de domingo após o Live 8. Waters disse sobre seus quase vinte anos de animosidade: "Não acho que nenhum de nós tenha saído dos anos 1985 com qualquer crédito... Foi um momento ruim e negativo e lamento minha parte nessa negatividade".
Embora o grupo tenha recusado um contrato no valor de 136 milhões de libras esterlinas para uma turnê final, Waters não descartou mais apresentações, sugerindo que deveria ser apenas para um evento de caridade. No entanto, Gilmour disse à Associated Press que uma reunião não aconteceria: "Os ensaios [do Live 8] me convenceram [de] que não era algo que eu queria fazer muito... Houve todos os tipos de momentos de despedida na vida e nas carreiras das pessoas às quais elas rescindiram, mas acho que posso dizer categoricamente que não haverá uma turnê ou um álbum novamente do qual participarei. Não tem a ver com animosidade ou algo assim. É apenas... eu estive lá, eu fiz isso." Em fevereiro de 2006, Gilmour foi entrevistado pelo jornal italiano La Repubblica e declarou: "Paciência para os fãs de luto. A notícia é oficial. Pink Floyd, a marca, está dissolvida, finalizada, definitivamente falecida." Questionado sobre o futuro da banda, Gilmour respondeu: "Acabou... eu já tive o suficiente. Tenho sessenta anos... é muito mais confortável trabalhar sozinho." Gilmour e Waters disseram repetidamente que não tinham planos de se reunir.

#### Mortes de Barrett e Wright
Barrett morreu em 7 de julho de 2006, em sua casa em Cambridge, aos sessenta anos. Seu funeral foi realizado no crematório de Cambridge em 18 de julho de 2006; nenhum membro da banda compareceu. Wright disse: "A banda está naturalmente chateada e triste ao ouvir a morte de Syd Barrett. Syd foi a luz norteadora da formação inicial da banda e deixa um legado que continua a inspirar." Embora Barrett tenha desaparecido na obscuridade ao longo das décadas, a imprensa nacional o elogiou por suas contribuições à música. Em 10 de maio de 2007, Waters, Gilmour, Wright e Mason se apresentaram no concerto "Madcap's Last Laugh" no Barbican Centre em Londres, feito em homenagem a Barrett. Gilmour, Wright e Mason tocaram as composições de Barrett "Bike" e "Arnold Layne" e Waters tocou uma versão solo de sua música "Flickering Flame".
Wright morreu de uma forma não revelada de câncer em 15 de setembro de 2008, com 65 anos de idade. Seus ex-colegas de banda prestaram homenagens à sua vida e obra; Gilmour disse: "Na discussão de quem ou o que era o Pink Floyd, a enorme contribuição de Rick era frequentemente esquecida. Ele era gentil, despretensioso e privado, mas sua voz e toque com a alma eram componentes mágicos vitais do nosso som mais reconhecido do Pink Floyd". Uma semana após a morte de Wright, Gilmour apresentou "Remember a Day" de A Saucerful of Secrets, escrito e originalmente cantado por Wright, em homenagem a ele. O tecladista Keith Emerson divulgou um comunicado elogiando Wright como a "espinha dorsal" da banda.

#### Outras performances e relançamentos
Em 10 de julho de 2010, Waters e Gilmour se apresentaram juntos em um evento de caridade para a Hoping Foundation. O evento, que arrecadou dinheiro para crianças palestinas, ocorreu no Kiddington Hall, em Oxfordshire, Inglaterra, com uma audiência de aproximadamente 200 pessoas. Em troca da aparição de Waters no evento, Gilmour tocou "Comfortably Numb" no The Wall Live de Waters na O2 Arena, em Londres, em 12 de maio de 2011, cantando os refrães e tocando os dois solos de guitarra. Mason também se juntou em "Outside the Wall", com Gilmour no bandolim.
Em 26 de setembro de 2011, a banda e a EMI lançaram uma campanha exaustiva de relançamento sob o título Why Pink Floyd...?, reemitindo o catálogo posterior em versões remasterizadas recentemente, incluindo as edições em formato multi-disco "Experience" e "Immersion". Os álbuns foram remasterizados por James Guthrie, coprodutor de The Wall. Em novembro de 2015, o grupo lançou um EP de edição limitada, 1965: Their First Recordings, composto por seis músicas gravadas antes de The Piper at the Gates of Dawn.

#### The Endless River(2014) e Saucerful of Secrets de Nick Mason

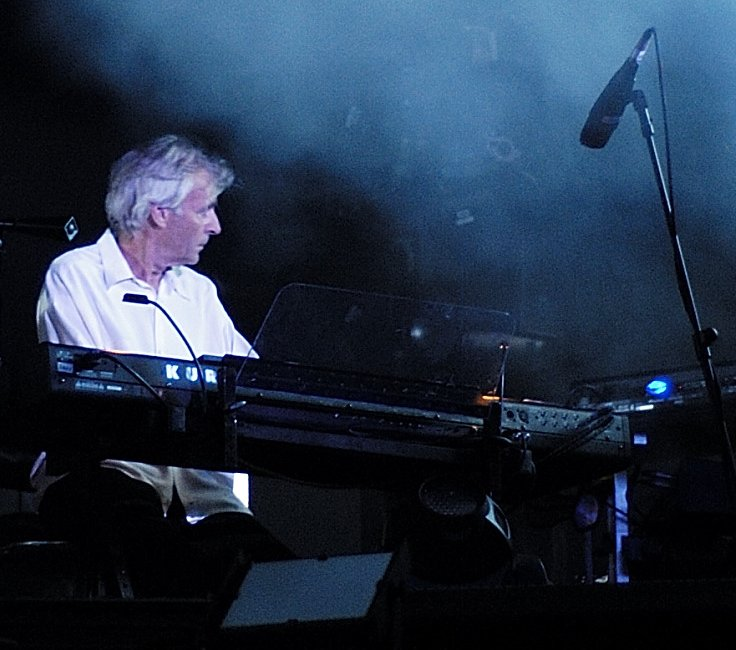
The Endless River foi criado como um tributo para Richard Wright, um dos fundadores da banda, que faleceu em 2008

Em 2012, Gilmour e Mason decidiram revisitar as gravações feitas com Wright, principalmente durante as sessões do Division Bell, para criar um novo álbum. Eles recrutaram músicos para ajudar a gravar novas partes e "geralmente aproveitar a tecnologia de estúdio". Waters não esteve envolvido. Mason descreveu o álbum como um tributo a Wright: "Eu acho que este álbum é uma boa maneira de reconhecer muito do que ele faz e como sua música estava no coração do som da banda. Ouvindo as sessões, realmente me trouxe o quão especial ele era."
The Endless River foi lançado em 7 de novembro de 2014, o segundo álbum da banda distribuído pela Parlophone após o lançamento das edições de vinte anos do The Division Bell no início de 2014. Embora tenha recebido críticas mistas, tornou-se o álbum mais pré-encomendado de todos os tempos na Amazon UK e estreou no número um em vários países. A edição em vinil foi o lançamento de vinil mais vendido no Reino Unido em 2014 e o mais vendido desde 1997. Gilmour afirmou que The Endless River é o último álbum do grupo, dizendo: "Eu acho que conseguimos com sucesso o melhor do que existe... É uma pena, mas este é o fim." Não houve turnê de apoio, pois Gilmour achava isto impossível sem Wright. Em agosto de 2015, Gilmour reiterou que o grupo estava "pronto" e que se reunir sem Wright "seria errado".
Em novembro de 2016, o grupo lançou The Early Years 1965–1972, um boxset que inclui outtakes, gravações ao vivo, remixagens e filmes desde o início de sua carreira. Isso foi seguido em dezembro de 2019 pelo The Later Years, compilando o trabalho da banda após a partida de Waters. O conjunto inclui uma versão remixada de A Momentary Lapse of Reason, com mais contribuições de Wright e Mason, e uma reedição expandida do álbum ao vivo Delicate Sound of Thunder.
Em 2018, Mason formou uma nova banda, Saucerful of Secrets, de Nick Mason, para apresentar o material inicial do grupo. A banda inclui Gary Kemp, do Spandau Ballet, e o colaborador de longa data do grupo, Guy Pratt. Eles visitaram a Europa em setembro de 2018 e a América do Norte em 2019. Waters se juntou à banda no Beacon Theatre, em Nova York, para apresentar os vocais para "Set the Controls for the Heart of the Sun".

## Musicalidade

### Gêneros
Considerado um dos primeiros grupos de música psicodélica do Reino Unido, a banda começou sua carreira na vanguarda da cena musical underground de Londres. De acordo com a Rolling Stone: "Em 1967, eles haviam desenvolvido um som inconfundivelmente psicodélico, realizando composições longas e altas, semelhantes às que tocavam hard rock, blues, country, folk e música eletrônica". Lançada em 1968, a música "Careful with That Axe, Eugene" ajudou a galvanizar sua reputação como um grupo de art rock. Outros gêneros atribuídos à banda são o space rock, o rock experimental, o acid rock,  o proto-prog, o pop experimental (sob Barrett), o pop psicodélico e o rock psicodélico. O'Neill Surber comenta a música da banda:
"Raramente você encontrará Floyd tocando ganchos cativantes, músicas suficientemente curtas para tocar no ar ou progressões previsíveis de blues com três acordes; e você nunca os encontrará gastando muito tempo no habitual álbum pop de romance, festa ou autoexaltação. O universo sonoro deles é expansivo, intenso e desafiador ... Onde a maioria das outras bandas encaixa perfeitamente os sons na música, sendo que os dois formam uma espécie de todo autônomo e sem costura completa com ganchos memoráveis, o Pink Floyd tende a definir as letras em uma paisagem sonora mais ampla que geralmente parece ter vida própria ... O Pink Floyd emprega instrumentais estendidos e independentes que nunca são meros veículos para se mostrar virtuosos, mas são partes planejadas e integrantes da performance."
Durante o final dos anos 1960, a imprensa rotulou sua música como pop psicodélico, pop progressivo e rock progressivo. Em 1968, Wright comentou a reputação sônica do grupo: "É difícil ver por que fomos escolhidos como o primeiro grupo psicodélico britânico. Nunca nos vimos assim... percebemos que estávamos tocando apenas por diversão... ligados a nenhuma forma específica de música, poderíamos fazer o que quiséssemos... a ênfase... [está] firmemente na espontaneidade e na improvisação". Waters fez uma avaliação menos entusiasmada do som inicial da banda: "Não havia nada de 'grandioso' nisso. Nós éramos risíveis. Nós éramos inúteis. Não podíamos tocar, então tivemos que fazer algo estúpido e 'experimental'... Syd era um gênio, mas eu não gostaria de voltar a tocar "Interstellar Overdrive" por horas e horas". Restritos pelos formatos pop convencionais, a banda foi inovadora no rock progressivo na década de 1970 e na música ambiente durante a década de 1980.

### O trabalho de guitarra de Gilmour

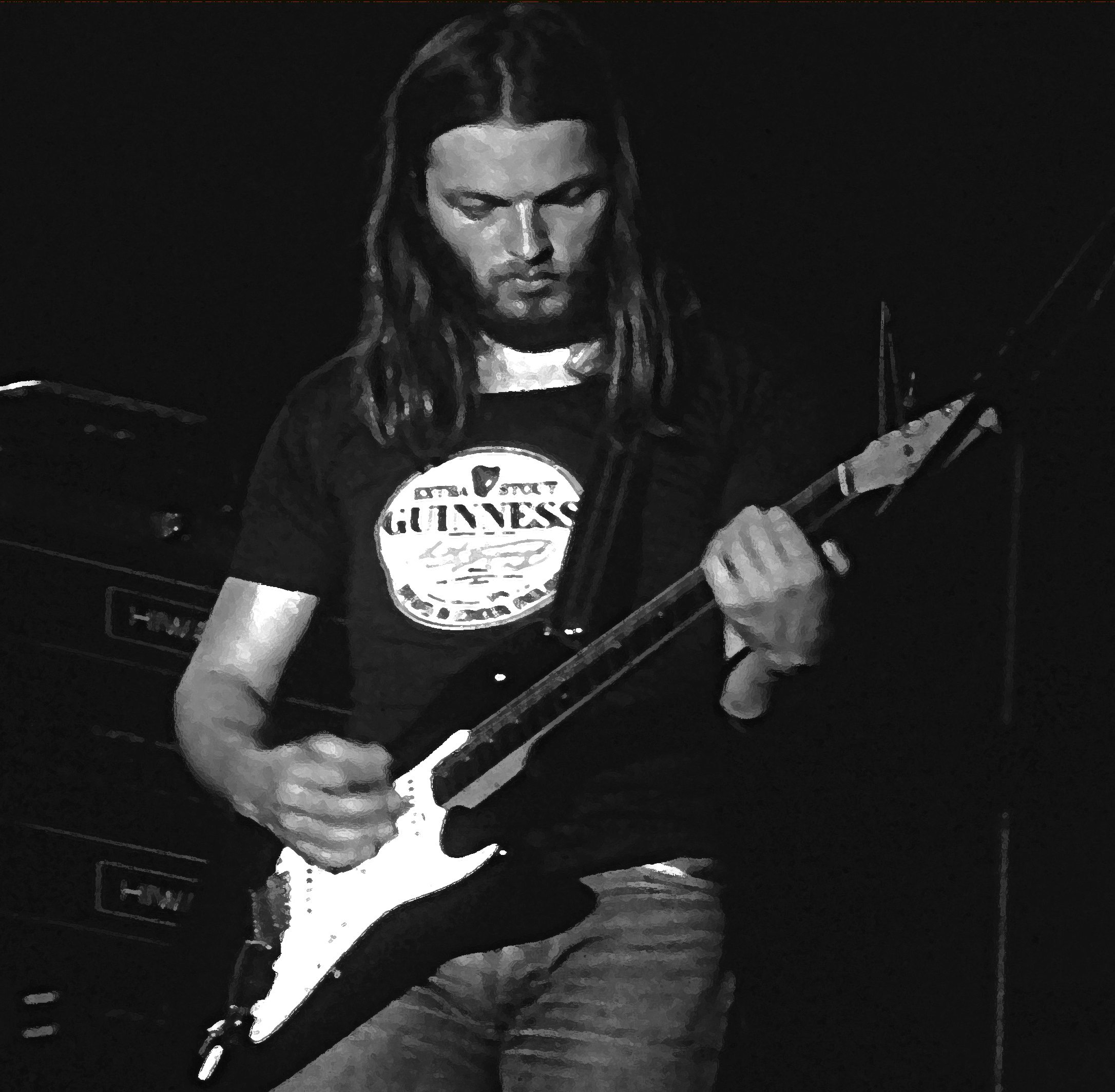
Gilmour tocando com a banda nos anos 1970

O crítico da Rolling Stone, Alan di Perna, elogiou o trabalho de guitarra de Gilmour como parte integrante do som do grupo e o descreveu como o guitarrista mais importante da década de 1970, "o elo perdido entre Hendrix e Van Halen". Segundo a Rolling Stone, ele é o 14.º melhor guitarrista de todos os tempos. Em 2006, Gilmour disse sobre sua técnica: "[Meus] dedos produzem um som distinto... [eles] não são muito rápidos, mas acho que sou instantaneamente reconhecível... A maneira como toco melodias está ligada a coisas como Hank Marvin e The Shadows." A capacidade de Gilmour de usar menos notas do que a maioria para se expressar sem sacrificar a força ou a beleza fez uma comparação favorável ao trompetista de jazz Miles Davis.
"Enquanto Waters era o letrista e conceitualista de Floyd, Gilmour era a voz da banda e seu principal foco instrumental."
— O crítico musical Alan di Perna para a revista Guitar World em maio de 2006.

### Experimentação sônica
Ao longo de sua carreira, o grupo fez experimentações com seu som. Seu segundo single, "See Emily Play" estreou no Queen Elizabeth Hall, em Londres, em 12 de maio de 1967. Durante a apresentação, o grupo usou pela primeira vez um dispositivo quadrafônico antigo chamado "Coordenador de Azimute". O dispositivo permitia ao controlador, geralmente Wright, manipular o som amplificado da banda, combinado com fitas gravadas, projetando os sons em 270 graus em torno de um local, obtendo um efeito de turbilhão sônico. Em 1972, eles compraram um amplificador personalizado que apresentava um sistema atualizado de quatro canais e 360 graus.
Waters experimentou o sintetizador VCS 3 em peças da banda, como "On the Run", "Welcome to the Machine" e "In the Flesh?". Ele usou o efeito de delay do Binson Echorec 2 em sua faixa de baixo para "One of These Days".
O grupo usou efeitos sonoros inovadores e tecnologia de gravação de áudio de ponta durante a gravação do The Final Cut. As contribuições de Mason para o álbum foram quase inteiramente limitadas ao trabalho com o sistema holofônico experimental, uma técnica de processamento de áudio usada para simular um efeito tridimensional. O sistema usou uma fita estéreo convencional para produzir um efeito que parecia mover o som ao redor da cabeça do ouvinte quando eles usavam fones de ouvido. O processo permitiu que um engenheiro simulasse a movimentação do som para trás, acima ou ao lado dos ouvidos do ouvinte.

### Trechos de filmes
A banda também compôs várias trilhas sonoras para filmes, começando em 1968, com The Committee. Em 1969, eles gravaram a trilha sonora do filme de Barbet Schroeder, More. Este tipo de trabalho mostrou-se benéfico: não apenas pagava bem, mas, juntamente com A Saucerful of Secrets, o material que eles criaram para os filmes se tornou parte de seus shows ao vivo algum tempo depois. Ao compor a trilha sonora do filme Zabriskie Point, do diretor Michelangelo Antonioni, a banda ficou em um hotel de luxo em Roma por quase um mês. Waters alegou que, sem as constantes mudanças de Antonioni na música, eles teriam concluído o trabalho em menos de uma semana. Eventualmente, ele usou apenas três de suas gravações. Uma das peças recusadas por Antonioni, chamada "The Violent Sequence", mais tarde se tornou "Us and Them", incluída no The Dark Side of the Moon de 1973. Em 1971, a banda novamente trabalhou com Schroeder no filme La Vallée, para o qual eles lançaram um álbum da trilha sonora chamado Obscured by Clouds. Eles compuseram o material em cerca de uma semana no Château d'Hérouville, perto de Paris e, após seu lançamento, tornou-se o primeiro álbum da banda a entrar no topo 50 da Billboard dos Estados Unidos.

### Apresentações ao vivo

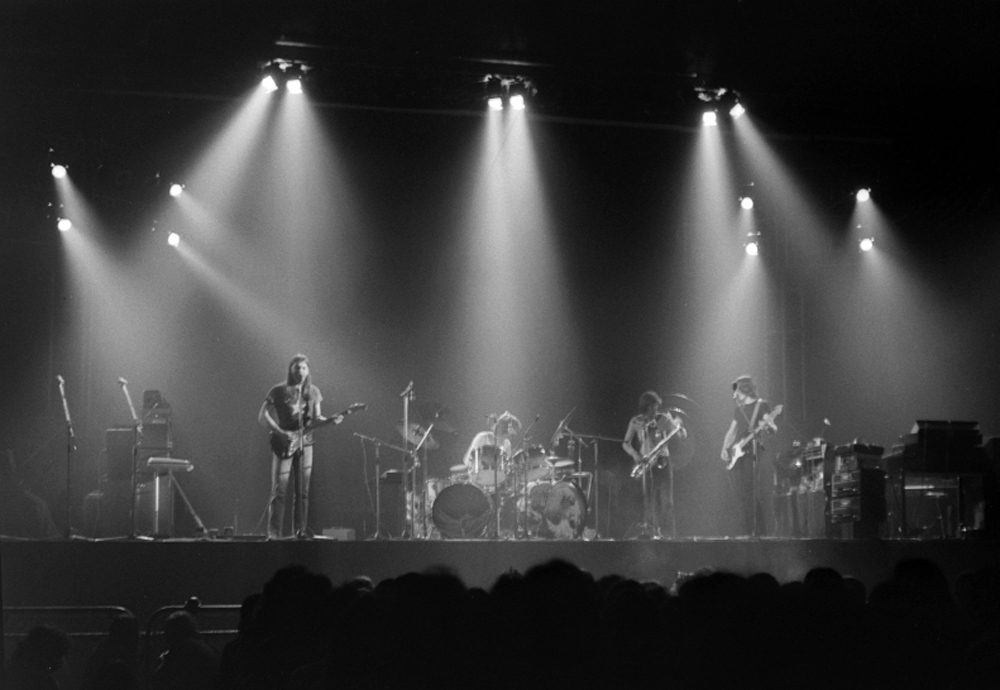
Uma apresentação ao vivo de The Dark Side of the Moon em Earls Court, logo após seu lançamento em 1973: Gilmour, Mason, Dick Parry e Waters

Considerado pioneiro na apresentação de música ao vivo e conhecido por seus luxuosos espetáculos de palco, o grupo também estabeleceu altos padrões de qualidade de som, fazendo uso de efeitos sonoros inovadores e sistemas de alto-falantes quadrafônicos. Desde seus primeiros dias, eles empregaram efeitos visuais para acompanhar seu rock psicodélico enquanto se apresentavam em locais como o UFO Club em Londres. O show de slides e luzes foi um dos primeiros do rock britânico e os ajudou a se tornar popular entre a cena underground de Londres.
Para comemorar o lançamento da revista International Times da London Free School, em 1966, eles se apresentaram na frente de dois mil pessoas na abertura do Roundhouse, com a presença de celebridades como Paul McCartney e Marianne Faithfull. Em meados de 1966, o gerente Peter Wynne-Willson juntou-se à sua equipe e atualizou o equipamento de iluminação da banda com algumas ideias inovadoras, incluindo o uso de polarizadores, espelhos e preservativos esticados. Após o contrato com a EMI, o grupo comprou uma van Ford Transit, então considerada um transporte extravagante de banda. Em 29 de abril de 1967, eles encabeçaram um evento noturno chamado The 14 Hour Technicolor Dream no Alexandra Palace, em Londres. A banda chegou ao festival por volta das três horas da manhã, após uma longa viagem de van e balsa a partir dos Países Baixos, subindo ao palco no exato momento em que o sol estava começando a nascer. Em julho de 1969, por conta de suas músicas e letras relacionadas ao espaço, eles participaram da cobertura televisiva ao vivo da BBC do pouso na Lua pela Apollo 11, apresentando uma peça instrumental que eles chamaram de "Moonhead".
Em novembro de 1974, eles empregaram pela primeira vez a grande tela circular que se tornaria uma marca de seus shows ao vivo. Em 1977, eles empregaram o uso de um grande porco flutuante inflável chamado "Algie". Cheio de hélio e propano, Algie, enquanto flutuava acima da plateia, explodiria com um barulho alto durante a turnê "In the Flesh Tour". O comportamento do público durante a turnê, bem como o grande tamanho dos locais, provou uma forte influência em seu álbum conceitual The Wall. A subsequente "The Wall Tour" contou com um muro alto de doze metros, construído com tijolos de papelão entre a banda e o público. Eles projetaram animações no muro, enquanto as lacunas permitiram ao público ver várias cenas da história. Eles também encomendaram a criação de vários infláveis gigantes para representar os personagens da história. Uma característica marcante da turnê foi a performance de "Comfortably Numb". Enquanto Waters cantava seu verso de abertura, na escuridão, Gilmour esperava sua sugestão no topo do muro. Quando chegasse, luzes azuis e brancas brilhantes o revelariam repentinamente. Gilmour estava em uma mala de viagem, uma instalação insegura apoiada por trás por um técnico. Uma grande plataforma hidráulica suportava Gilmour e o equipamento.
Durante a Division Bell Tour, uma pessoa desconhecida usando o nome Publius postou uma mensagem em um grupo de notícias da Internet convidando os fãs a resolver um enigma supostamente oculto no novo álbum. Luzes brancas em frente ao palco no show da banda em East Rutherford soletraram as palavras "Enigma Publius". Durante um concerto televisionado em Earls Court, em 20 de outubro de 1994, alguém projetou a palavra "enigma" em grandes letras no fundo do palco. Mais tarde, Mason reconheceu que a gravadora, ao invés da banda, havia instigado o mistério do "Enigma Publius".

## Temas líricos
Marcada pelas letras filosóficas de Waters, a Rolling Stone descreveu o grupo como "fornecedores de uma visão distintamente sombria". O autor Jere O'Neill Surber escreveu: "seus interesses são verdade e ilusão, vida e morte, tempo e espaço, causalidade e chance, compaixão e indiferença". Waters identificou a empatia como um tema central nas letras da banda. O autor George Reisch descreveu a obra psicodélica de Meddle, "Echoes", como "construída em torno da ideia central de comunicação genuína, simpatia e colaboração com os outros". Apesar de ter sido rotulado como "o homem mais sombrio do rock", a autora Deena Weinstein descreveu Waters como existencialista, descartando o apelido desfavorável como resultado da má interpretação dos críticos de sua música.

### Desilusão, ausência e não-ser
A letra de Waters para "Have a Cigar", do álbum Wish You Were Here, lida com a percepção de falta de sinceridade por parte de representantes da indústria da música. A música ilustra uma dinâmica disfuncional entre a banda e um executivo da gravadora que parabeniza o grupo pelo sucesso atual de vendas, o que implica que eles estão no mesmo time e revelam que ele erroneamente acredita que "Pink" é o nome de um dos membros do grupo. Segundo o autor David Detmer, as letras do álbum tratam dos "aspectos desumanos do mundo do comércio", uma situação que o artista deve suportar para alcançar seu público.
A ausência como tema lírico é comum na música do grupo. Exemplos incluem a ausência de Barrett depois de 1968 e a do pai de Waters, que morreu durante a Segunda Guerra Mundial. As letras de Waters também exploravam objetivos políticos não realizados e empreendimentos sem sucesso. Sua trilha sonora, Obscured by Clouds, lida com a perda da exuberância juvenil que às vezes acompanha o envelhecimento. O designer de capa do álbum da banda, Storm Thorgerson, descreveu a letra de Wish You Were Here: "A ideia de presença retida, das maneiras que as pessoas fingem estar presentes enquanto suas mentes estão realmente em outro lugar e os dispositivos e motivações empregados psicologicamente pelas pessoas para suprimir toda a força de sua presença, acabou se resumindo a um único tema, ausência: a ausência de uma pessoa, a ausência de um sentimento". Waters comentou: "é sobre nenhum de nós estar realmente lá... [deveria] ter sido chamado de desejo que estávamos aqui".
O'Neill Surber explorou as letras do grupo e declarou a questão do não-ser um tema comum em suas músicas. Waters invocou o não-ser ou a não-existência em The Wall, com a letra de "Comfortably Numb": "Captei um vislumbre fugaz, pelo canto do olho. Virei-me para olhar, mas se foi, não posso colocar meu dedo agora, a criança está crescida, o sonho se foi." Barrett se referiu ao conceito de não-ser em sua contribuição final ao catálogo da banda, "Jugband Blues": "Sou muito grato a você por deixar claro que não estou aqui".

### Exploração e opressão
O autor Patrick Croskery descreveu Animals como uma mistura única dos "sons poderosos e temas sugestivos" de Dark Side com o retrato de alienação artística de The Wall. Ele traçou um paralelo entre os temas políticos do álbum e o de Animal Farm, de Orwell. Animals começa com um experimento mental, que pergunta: "Se você não se importava com o que aconteceu comigo. E eu não me importava com você" e então desenvolve uma fábula de animais baseada em personagens antropomorfizados, usando a música para refletir os estados de espírito individuais de cada um. A letra finalmente mostra um retrato da distopia, o resultado inevitável de um mundo desprovido de empatia e compaixão, respondendo à pergunta colocada nas linhas de abertura.
Os personagens do álbum incluem os "cães", representando capitalistas fervorosos, os "porcos", simbolizando a corrupção política, e as "ovelhas", que representam os explorados. Croskery descreveu as "ovelhas" como estando em um "estado de ilusão criado por uma identidade cultural enganosa", uma falsa consciência. O "cão", em sua incansável busca pelo interesse e pelo sucesso, acaba deprimido e sozinho, sem ninguém em quem confiar, totalmente sem satisfação emocional após uma vida de exploração. Waters usou Mary Whitehouse como exemplo de um "porco"; sendo alguém que, em sua opinião, usava o poder do governo para impor seus valores à sociedade. Na conclusão do álbum, Waters volta à empatia com a afirmação lírica: "Você sabe que eu me importo com o que acontece com você. E eu sei que você também se importa comigo". No entanto, ele também reconhece que os "porcos" são uma ameaça contínua e revela que ele é um "cão" que exige abrigo, sugerindo a necessidade de um equilíbrio entre Estado, comércio e comunidade, em oposição a uma batalha em andamento entre eles.

### Alienação, guerra e insanidade
"Quando digo: "Vejo você no lado escuro da lua" ... o que eu quero dizer [é] ... Se você sente que é o único ... que parece louco [porque] você acha que tudo está louco, você não está sozinho."

—Waters, 2005
O'Neill Surber comparou a letra de "Brain Damage", do álbum Dark Side of the Moon, com a teoria de auto-alienação de Karl Marx; "tem alguém na minha cabeça, mas não sou eu". A letra de "Welcome to the Machine", de Wish You Were Here, sugerem o que Marx chamou de alienação da coisa; o protagonista da música preocupou-se com os bens materiais a ponto de se afastar de si e dos outros. Alusões à alienação das espécies humanas podem ser encontradas em Animals; o "cão" reduzido a viver instintivamente como um não humano. Os "cães" ficam alienados de si mesmos na medida em que justificam sua falta de integridade como uma posição "necessária e defensável" em "um mundo cruel, sem espaço para empatia ou princípios morais", escreveu Detmer. A alienação dos outros é um tema consistente nas letras da banda e é um elemento central do The Wall.
A guerra, vista como a consequência mais grave da manifestação de alienação de outras pessoas, também é um elemento central do The Wall e um tema recorrente na música da banda. O pai de Waters morreu em combate durante a Segunda Guerra Mundial e suas letras frequentemente aludiam ao custo da guerra, incluindo as de "Corporal Clegg" (1968), "Free Four" (1972), "Us and Them" (1973), "When the Tigers Broke Free" e "The Fletcher Memorial Home" de The Final Cut (1983), um álbum dedicado a seu falecido pai e com o subtítulo A Requiem for the Postwar Dream. Os temas e a composição de The Wall expressam a educação de Waters em uma sociedade inglesa esgotada de homens após a Segunda Guerra Mundial, uma condição que afetou negativamente seus relacionamentos pessoais com as mulheres.
As letras de Waters para The Dark Side of the Moon lidavam com as pressões da vida moderna e como essas pressões às vezes podem causar insanidade. Ele viu a explicação do álbum sobre a doença mental como iluminando uma condição universal. No entanto, Waters também queria que o álbum comunicasse positividade, chamando-o de "uma exortação... abraçar o positivo e rejeitar o negativo." Reisch descreveu The Wall como "menos sobre a experiência da loucura do que os hábitos, instituições e estruturas sociais que criam ou causam loucura." O protagonista de The Wall, Pink, é incapaz de lidar com as circunstâncias de sua vida, e dominado por sentimentos de culpa, lentamente se fecha do mundo exterior dentro de uma barreira que ele mesmo criou. Depois de completar seu afastamento do mundo, Pink percebe que ele é "louco, além do arco-íris". Ele então considera a possibilidade de que sua condição seja sua própria culpa: "eu fui culpado esse tempo todo?" Percebendo seu maior medo, Pink acredita que ele decepcionou a todos, sua mãe autoritária sabiamente escolheu sufocá-lo, os professores criticaram corretamente suas aspirações poéticas e sua esposa o deixou justificadamente. Ele então é julgado por "mostrar sentimentos de natureza quase humana", exacerbando ainda mais sua alienação. Como nos escritos do filósofo Michel Foucault, as letras de Waters sugerem que a loucura de Pink é um produto da vida moderna, cujos elementos "costumes, codependências e psicopatologias" contribuem para sua angústia, segundo Reisch.

## Legado

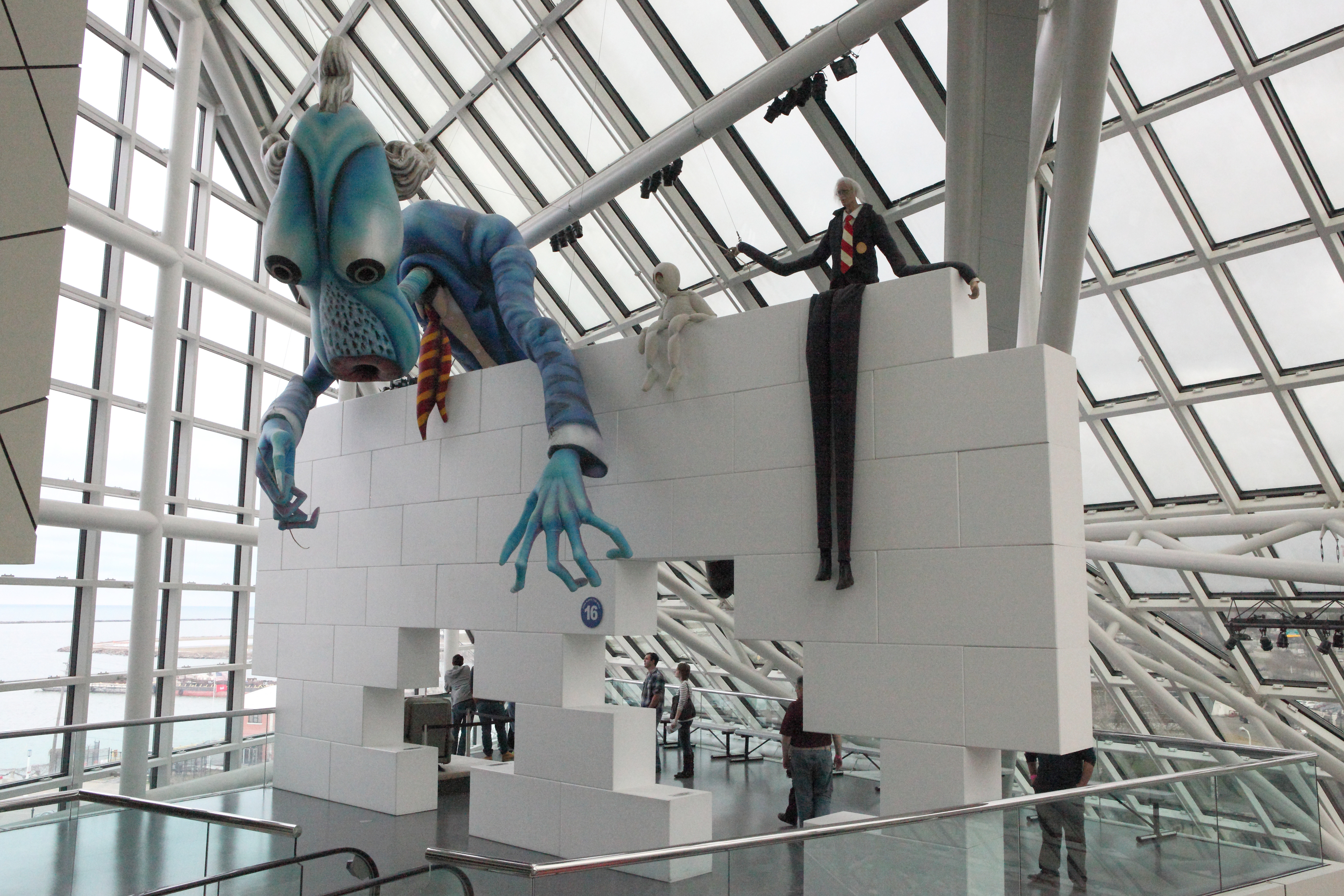
Exposição The Pink Floyd in The Wall no Rock and Roll Hall of Fame

O grupo é uma das bandas de rock de maior sucesso comercial e influência de todos os tempos. Eles venderam mais de 250 milhões de discos em todo o mundo, incluindo 75 milhões de unidades certificadas e 37,9 milhões de álbuns vendidos nos Estados Unidos desde 1993. A Sunday Times Rich List de 2013 classificou Waters no número doze, com uma fortuna estimada em 150 milhões de libras esterlinas, Gilmour no número 27, com 85 milhões de libras, e Mason no número 37, com cinquenta milhões de libras.
Em 2004, o MSNBC considerou o grupo como a oitava melhor banda de rock de todos os tempos, de uma lista de dez artistas. No mesmo ano, a revista Q nomeou a banda como a melhor de todos os tempos, de acordo com "um sistema de pontos que mede as vendas de seu maior álbum, a escala de seu maior show de destaque e o número total de semanas passadas nas paradas de álbuns do Reino Unido". A Rolling Stone classificou a banda no número 51 na lista dos "100 Maiores Artistas de Todos os Tempos". O VH1 classificou o grupo no número dezoito na lista dos "100 Maiores Artistas de Todos os Tempos". Colin Larkin classificou a banda como o terceiro melhor artista de todos os tempos, de uma lista de cinquenta artistas, um ranking baseado nos votos acumulados para os álbuns de cada artista incluídos no livro All Time Top 1000 Albums. Em 2008, o crítico de rock e pop do The Guardian, Alexis Petridis, escreveu que a banda ocupa um lugar único no rock progressivo, afirmando: "Trinta anos depois, a música progressiva ainda é persona non grata... Apenas o Pink Floyd — que nunca foi realmente uma banda de música progressiva, apesar de sua propensão a músicas longas e 'conceituais' — está nas listas de cem melhores álbuns."
A banda ganhou vários prêmios. Em 1981, o engenheiro de áudio James Guthrie ganhou o Grammy de "Melhor álbum Não-Clássico" por The Wall e Roger Waters ganhou o prêmio da Academia Britânica de Artes de Cinema e Televisão por "Melhor Música Original Escrita para um Filme" em 1983 por "Another Brick in the Wall"do filme The Wall. Em 1995, o grupo ganhou o Grammy de "Melhor Performance Instrumental de Rock" por "Marooned". Em 2008, o rei Carlos XVI Gustavo da Suécia, entregou ao grupo o Polar Music Prize por sua contribuição à música moderna; Waters e Mason participaram da cerimônia e aceitaram o prêmio. Eles foram introduzidos no Rock and Roll Hall of Fame em 1996.
A banda influenciou vários artistas. David Bowie chamou Barrett de uma inspiração significativa, e The Edge do U2 comprou seu primeiro pedal de delay depois de ouvir os acordes de guitarra de abertura para "Dogs" de Animals. Outras bandas e artistas que os citam como influência incluem Queen, Tool, Radiohead, Steven Wilson, Kraftwerk, Marillion, Queensrÿche, Nine Inch Nails, Orb e Smashing Pumpkins. A banda foi uma influência no subgênero do rock neoprogressivo que surgiu na década de 1980. A banda de rock inglesa Mostly Autumn "funde as músicas de Genesis e Pink Floyd" em seu som.
Pink Floyd era admirador do grupo de comédia Monty Python e ajudou a financiar seu filme de 1975, Monty Python and the Holy Grail. Em maio de 2017, para marcar o 50.º aniversário do primeiro single da banda, uma exposição audiovisual, Their Mortal Remains, foi inaugurada no Victoria and Albert Museum, em Londres. A exposição apresentava análise da arte de capas de álbuns da banda, adereços conceituais dos espetáculos e fotografias do arquivo pessoal de Mason. A exposição foi prorrogada por duas semanas após a data prevista para o fechamento.

## Membros
- Syd Barrett – guitarras principais e rítmicas, vocais (1965–1968)
- Nick Mason – bateria, percussão, vocais (1965–1995, 2005, 2012–2014)
- Bob Klose – guitarra principal (1965)
- Roger Waters – baixo, voz, guitarra rítmica (1965–1985, 2005)
- Richard Wright – teclados, piano, órgão, voz (1965–1979, 1990–1995, 2005) (membro da turnê / sessão de 1979–1981 e 1986–1990)
- David Gilmour – guitarras, vocais, baixo, teclados (1967–1995, 2005, 2012–2014)

## Discografia
- The Piper at the Gates of Dawn (1967)
- A Saucerful of Secrets (1968)
- More (1969)
- Ummagumma (1969)
- Atom Heart Mother (1970)
- Meddle (1971)
- Obscured by Clouds (1972)
- The Dark Side of the Moon (1973)
- Wish You Were Here (1975)
- Animals (1977)
- The Wall (1979)
- The Final Cut (1983)
- A Momentary Lapse of Reason (1987)
- The Division Bell (1994)
- The Endless River (2014)